# コロッケ!
『コロッケ!』は、樫本学ヴによる日本の冒険漫画。『月刊コロコロコミック』（小学館）で2001年4月号から2006年11月号まで連載された。テレビアニメ化、ゲーム化もされた。全15巻。第48回（平成14年度）小学館漫画賞児童部門受賞。

## 概要
『学級王ヤマザキ』などのギャグ漫画が続いていた作者による冒険漫画作品であり、最も長く連載された作品である。次回作より樫本は原稿をデジタル入稿による作画に移行したため、全編アナログ制作による最後の作品となっている。
タイアップ漫画や一話完結のギャグ漫画が多い『コロコロコミック』では非常に珍しい、オリジナルストーリーの漫画であった。
連載終了より11年後、当時の掲載誌であった『月刊コロコロコミック』の大人版である『コロコロアニキ』（同）2018年冬号より、本作品の続編に当たる『コロッケ! BLACK LABEL』が連載開始。第12話の掲載をもって同誌が2021年春号にて紙媒体での展開を終了したため、『コロコロオンライン』（同）に移籍し、2021年5月15日から、2025年5月21日まで連載された。移籍後、第13話は新第1話として掲載された。

## あらすじ
コロッケは黒マントの男の手にかかって死んだ父を、バン王（キング）によって生き返らせてもらうため、仲間たちと共に禁貨を貯めるために戦う冒険漫画。物語が進むにつれ登場人物の詳細が明らかになってくる。以下は物語を進行順に記述しているが、メディアミックスではオリジナルストーリーを展開している場合があるため原作とは異なる場合（例として『コロッケ!Great』にてカラスミが完全に死んでいる）もある。
バンカーサバイバル
ポー主催。年に一度開催され、優勝すれば大量の禁貨が貰えるという大会。コロッケの父を殺した黒マントの男の正体が明らかになる。
次の王様だ〜れだ大会
カラスミとその部下によって乗っ取られたリゾットの故郷、グランシェフ王国を取り戻すための戦い。王様候補一人と部下4人でチームを組むチーム戦。
アニメではパプリカ島編の次のストーリー。
裏バンカーサバイバル（禁貨ゴーグル編）
アニメ未放送。BB7が発見したピザの斜塔で開催される大会。敗者はピザの斜塔の壁の一部になる。第3階戦まで勝ち残った8人のうちどれか一人が主催者であるという。
ビシソワーズパーティー
アニメ未放送。バン王を攫ったビシソワーズ兄弟と、ブラック禁貨を持つコロッケたちを巡る戦い。
BLACK LABEL
当初は青年となったコロッケが新たに「父バーグを殺す」ことを望み、再び現れた禁貨を巡って新たなる戦いに挑む内容だったが、物語の内容が変更し、あるきっかけで少年に戻ったコロッケが再び「父バーグを生き返らせる」ことを望んで新たなる戦いに挑む。時系列は『コロッケ!』の最終回後から、504年後の未来が舞台である。

### アニメ版オリジナルの物語
ドリーム禁貨サバイバル
バンカーサバイバル編の次のシナリオ。前半はカマメシ公国とスキヤキ王国がドリーム禁貨の管理権をめぐって行われる「ドリ禁大会」で戦う。後半はドリーム禁貨をカマメシ公国へと輸送することになるが、ドリーム禁貨を狙うコンペイ党に執拗に狙われることとなる。
パプリカ島
『コロッケ!3』を原作としたシナリオ。タロの計らいにより南の島、パプリカ島へと向かうが、魔王ゴーヤ復活の陰謀に巻き込まれてしまう。
生きてるバンク友の会
次の王様だ〜れだ大会編の次のシナリオ。生きてるバンクを「生きてるバンク友の会」という集団に奪われたコロッケ一行は、バンクを取り戻すため彼らの本拠地に潜入し、友の会に所属するバンカーと戦う。
コンソメバトルトーナメント
エクレア主催。コンソメアイランドにて、生きてるバンクを持つバンカーを含めた1組4人のチームがトーナメント形式で戦う大会。勝者は禁貨1000枚を山分けできる。コロッケ一行は偽バーグと対立する。
サラミッド
アニメ版最終シナリオ。異界にあるといわれている古代遺跡で、全8階層。各階をゴーストバンカーが守っており、全員倒せば大量の禁貨を得られるという。しかし、サラミッドにはある秘密が隠されていた。

## 登場キャラクター
キャラクターの名称は食べ物の名前から採られている。〔 〕内は名前の由来となった食べ物の名前。『月刊コロコロコミック』にてオリジナルキャラクターの公募を行ったことがある。また、これらのキャラクターはエキストラとして劇中にも登場した。
女性キャラクターが非常に少なく、原作ではモブを除けば6人しか登場しない（ポー、テト、モッツァレラ、ルッコラ、ブーケガルニ、オコゲ師匠）。

### コロッケと仲間たち
コロッケ〔コロッケ〕
声 - 加藤奈々絵
本作品の主人公。幼いころ、黒マントの男によって父親のバーグを殺され、以来バン王にバーグを生き返らせてもらうため旅をしている少年。普段は大ボケな性格だが、仲間思いの熱血漢でもあり、また強い相手との戦いを心から楽しむ。一人称は「オレ」（幼少時は「ぼく」で語尾に「でしゅ」をつけていた）。当初は父を亡くしている孤児であった。父子家庭であり、コロッケの母親の存在は当初は意図的に言及されていなかったが、『BLACK LABEL』54話で、母親は彼を産んだ時に亡くなっており、グランシェフ王国の王女だということが判明した。
いつも持ち歩いているハンマーは父親の形見であり、軽々と振り回しているが、実はマンモス3頭分の重さを持ち、このハンマーを手放せばスピードやパワーが格段に上がる。心の優しさ故非情になり切れないところがあり、他人の願い事を素直に引き受けてしまう癖がある。頭を使って考えることも苦手だが、バンカーサバイバル編では、ウスターとのコンビによる「おしっこ作戦」で10人のバンカーの風船を割るなど相手以上にずる賢い一面もある。よく高いところに上っておしっこをする。口癖は禁貨入手時に発する「いただ禁貨!」。
裏バンカーサバイバルでは、仲間同士との戦いを強いられることで一時は激情と怒りに飲まれかけたが、サーディンの叱責や「仲間の思いを無駄にするな」と叱咤するリゾットの精神的な支えによって、リゾットと共に制覇。
レモネードと共にスズキと対決し、彼の素早い動きに翻弄され苦戦。命と引き換えにスズキが放った完・運命ステッキによりとどめを刺されそうになるが、レモネードが自らを犠牲にしたことで勝利した。グランドパーティーにて、実はハンマーにブラック禁貨が隠されていたことが判明。戦闘後、ユバの改心によって地球は助かったためバン王にビシソワーズ家の4人とレモネードを生き返らせてもらう。最終回では、これまでに戦ったバンカーたちが禁貨を出し合いバン王を呼び出したことで、バーグと再会を果たした。最終2話ではヘルメットが外れ、その下の髪型を見ることができた。
誰とでも友達になれる少年であり、それは父の仇のアンチョビも例外ではない。アンチョビのことは当初は父の仇として殺意にも似た憎しみを向けていたが、8巻でカラスミが死んだことを悲しむアンチョビを見てカラスミを生き返らせることを提案したため、その時点でアンチョビを赦していた模様。その後、裏バンカーサバイバルはアンチョビのためにカラスミを生き返らせる目的で参加し、12巻、13巻でアンチョビを「仲間」と評しており、アンチョビが死亡した際は涙した。また、ゲーム版『Great』でも29話「アンチョビの思い」でアンチョビを「友達」と評するシーンがある。
続編の『BLACK LABEL』では「この世から禁貨もバンカーも消す」という願いをバン王に叶えてもらって数百年後、大人の姿で復活。父バーグの残した手紙に従い、バーグを殺害するために旅をしており、少年時代とは逆にどこか影を持ったクールな性格となったが、病気を抱えた娘の手術代のために禁貨を売り払おうと命乞いをする父親を見逃すなど、少年時代とは変わらない優しい心を併せ持つ。しかしシャトーブリアンとの死闘でかつての少年の姿に戻り、その原因は復活直後にメンチを守ろうとバーグを阻止しようとしてブレンドの能力で彼と融合していたことと判明し、ウスターに言及されるまで気付かなかった。そして父バーグを必ず生き返らせることと力の強弱関係無く皆が手を取り合える世界を作ることを決意した。シャトーブリアンとの決戦ではリゾットとブレンドし、コロットと化す。7巻では異空間に飛ばされて行方不明になり、少女に転生したダイフクーと対面する。
必殺技は熱せられた鋼鉄のような拳に炎を纏わせて殴る「ハンバーグー」（強化版は全身に炎を纏って殴る）、両手版である「ハンバーガー」（強化版は両手の拳から炎を放出）、リゾットの108マシンガンを参考に作った「108（ワンオーエイト）ハンバーグー」、ハンマーで相手を殴る「ハンマー掌」、ハンマーの柄を伸ばして攻撃する遠距離技の「ハンマー伸」、マグマの噴出の如き大地のエネルギーを拳に集約させ、相手に向かって一気に爆発させる「ウードン」がある。アニメではハンバーグーの一発に力を全て込めた「フルバーストハンバーグー」という技もある。「ウードン」はバーグでも力が抑えきれなかったとされていた最大奥義であるが、オコゲ道場での修行のおかげでコントロールできるようになった。さらにゲーム版では、両腕からウードンを放つ「ローストビーフ」、全身にウードンの力を纏った「ギュードン」という技も使える。おならで相手の隙を作る「ハンバーブー」という小技もある。
メンチ〔メンチカツ〕
声 - 笹本優子
ブタ型のコロッケのバンク。数多くあるバンクの中でも珍しい生きているバンクのひとつ。
バンカーサバイバルで優勝し、コロッケが褒美の禁貨によりバン王を呼び出したときメンチが壊れてしまうが、その時の願いで復活し、「二度と壊れないようになる」というおまけもつけてもらい絆はより強くなる。かつてはバーグも愛用していた。
バーグが殺された時に割られてしまったため、背中には大きな傷があり、セロハンテープのような物で貼り付けてある。
コロッケの子孫であるハムの時代も健在であり、未来ではサングラスをかけている。
バーグ〔ハンバーグ〕
声 - 小山力也 / 少年時代 - 石川静
コロッケの父。黒マントの男（アンチョビ）と戦い、究極体の変身限度3日まで追い詰めたが、当時幼少だったコロッケをアンチョビの攻撃から庇い死亡。一人称は「オレ」。妻はグランシェフ王国の王女である。
強さと優しさを兼ね備えているため、憧れているバンカーは多い。また、左目の傷は、弟子のフォンドヴォーを不良バンカーのドブロクから助ける時に付いたものである。また、アイスバイン一味を倒して禁貨ゴーグルをグランシェフ王の下へ返し（その時禁貨ゴーグルのことは「禁貨は自分の力で見つけてこそ価値があるからオレには必要ない」と発言した）、成り行きにもDr.フォアグラー親子の仇を討っている。
最終回でウスターやプリンプリンをはじめとする、これまでに戦ったバンカーたちがコロッケに内緒で禁貨を出し合って生き返った。
『BLACK LABEL』では悪の心を持って復活し、それを抑えるので精一杯だったためにメンチを壊そうとすることでコロッケに自分を殺させようとし、結果コロッケと融合。「いずれ悪の存在として蘇るのでオレを必ず殺せ」という手紙をメンチの中に残しており、これがコロッケが当初バーグを殺そうとするきっかけとなった。
また、蘇ったコロッケは世界を覆う邪悪な気はバーグのものであると推測していたものの、その原因はコロッケの身体から融合していたバーグの気が原因だった。シャトーブリアンとの死闘でコロッケが瀕死の重傷を負い、悪の心を持ったバーグが身代わりになったことで少年時代のコロッケが復活し、彼に世界の命運を託して昇天していった。
最終話ではテトの「みんなが幸せになる世界にして欲しい」という願いによってバン王が過去を改変し、バーグが黒マントの男に殺害されず、生存する流れになっている。
アニメ版では過去にサラミッドを無理矢理上ってしまったために、次元の異常で現代に来てしまい少年のころの姿でコロッケたちと共にサラミッドで戦ったが、光のパルと闇のメザンが呪いでコロッケを消そうとしたため、仲間たちが禁貨を集めて呼び出したバン王によって元の時代に戻された（最初一行はバーグとコロッケの現代での共存を願ったが、タイムパラドックスにより「色んなことが壊れちゃう」のでバン王がその願いを却下したため）。
この時、現代のコロッケが「ハンバーグ」を披露したため、少年バーグがハンバーグを覚えてしまい、この技を伝授したのはコロッケだったことになる。
ゲーム『コロッケ!4 バンクの森の守護神』では、コロッケの帽子を被った姿を見ることができ、『コロッケ!Great』では現代のバーグに近い姿でコロッケ・ハムと共闘した。
必殺技は「ハンバーグー」、「ウードン」。ゲーム版では、ハンバーグーの二連発である「ハンバーグバスター」や、巨大な火柱を起こす「ビッグハンバーグー」という技もある。
ウスター〔ウスターソース〕
声 - 松本保典
コロッケと最初に仲間になったバンカー。猫のような姿をしている。当初は狡猾な性格（ポー曰く「悪知恵ファイター」）で、コロッケを利用して禁貨を集めようとしていたが、彼と行動を共にするうちに友情が芽生え、バンカーサバイバルの中でコロッケの初めての友達となる。一人称は「オレ」。コロッケからは当初は「おっちゃん」と呼ばれていたが、友達になってからは「ウスター」と名前で呼ばれるようになった。
基本的にお調子者だが、友達想いの熱い性格でもあり、ツメがボロボロになりながらも、崖から落ちそうになったリゾットを自分を犠牲にしてまで救った。愛用の靴は高級品だが、度々汚されたりしている。バトルではウソをつき相手の気をそらせて攻撃する騙し討ちを使うことが多い。
女好きで、願いは「世界一のモテモテ男」。アニメでは初恋の人が沢山いる（「初恋」という言葉の定義からするとこれは矛盾だが、ウスター本人曰く「俺の恋は常に初恋」とのこと）が、2人を除いて全員が同じ顔つきをしている。
裏バンカーサバイバルでは第2階戦で、プリンプリンの意を決した不意打ちに遭い敗北、キャベツと共に壁の一部になる。しかしピザの斜塔崩壊で復帰。ビシソワーズパーティーでは、T-ボーンと共にビシソワーズ家のストロガノフと対決し、凶暴化したストロガノフの攻撃に苦しめられるが、マッシュ星を見て変身したT-ボーンが一瞬でストロガノフを撃破したことによって勝利。力を使い果たしたT-ボーンに道を譲られ、グランドパーティーに出場するが、圧倒的な戦闘能力の差から一度はプリンプリンと共に逃げ出そうとする。しかし、自分を信じるコロッケに心を打たれ、世界を守り自分の願いを叶えるために戦うことを決意し、コロッケに纏われたブーケガルニの糸を「ツメトギスラッシュ」で切り裂く活躍を見せた。
『BLACK LABEL』では身体が二頭身の状態で復活。酒場でコロッケと再会し、再び彼の旅に同行する。身体が二頭身になったことと、そのせいで戦闘力が落ちたことを本人は気にしていて、「元の高身長でカッコいい姿になりたい」と願っている。
必殺技は爪で切り裂く「ツメトギスラッシュ」、「ダブルツメトギ」、「ツメトギスラッシュスーパー」。ゲーム版では、ツメトギスラッシュを連続して繰り出す「ツメトギラッシュ」や、車輪のごとく回転しながら敵に突撃する「ツメトギインフェルノ」などのオリジナル技もある。バンクはアタッシュケース型（原作ではバンクを手にもっているが、アニメや『BLACK LABEL』では背負っている）。
モデルは、作者の妻が娘のために描いた「ミッキーマウス」のらくがきだが、ネズミではなくネコに置き換わっている。
リゾット〔リゾット〕
声 - 保志総一朗
グランシェフ王国の王子。カラスミに国を乗っ取られたため、王国を取り返すべくバンカーになった。一人称は「オレ」。
額のバンダナはグランシェフ王国の国旗で、乗っ取られた際に城の上にある旗を捨てられたのを拾った。
クールで真面目な性格の美男子だが、変装の時にプリンプリンの家族から貰った覆面を被り、ブサイクな顔になったこともある。
最初はコロッケの敵だったが、バンカーサバイバルにて協力することになり、決勝トーナメントでコロッケと戦ったことをきっかけに親友となる。国王である両親はカラスミによって殺されたと聞いていたが、実際にはフォンドヴォーがこっそり匿っており生きていたことで、両親と再会を果たした。大会終了後にコロッケを追って裏バンカーサバイバルに参戦し、レモネード、ヤキソバにテトを人質にとられ、不利な状況に追い込まれたが、裏バンカーサバイバルにおける仲間同士での戦いを拒み、激情と怒りに飲まれかけたコロッケを叱咤する精神的な支えとなり、コロッケの協力でヤキソバに捕らわれたテトを救出。決死の思いでレモネードを倒し、コロッケと共に制覇。キャベツと共にビシソワーズ家のユバと対決するが、ユバの邪神アンゴルモアにより敗北してしまう。バンクは王冠型。
実はじゃんけんが得意で一度も負けたことがないが、意図的に負けることも可能で、次の王さまだ〜れだ大会では、コロッケをフォンドヴォーと戦わせるためにじゃんけんで負けている。
『BLACK LABEL』では筋肉質の体格になって復活。シャトーブリアン軍に制圧された故郷を救うために戦い、第2回王様だ〜れだ大会に出場。その中でシャトーブリアン同様「本格化」が始まった。「本格化」によって回復後、シャトーブリアンと一騎討ちをし、彼が改心するきっかけを作った。しかし、シャトーブリアンがユバに反抗したことで、消滅処分を受け消えかかっていた所を、「彼を一人で消えさせたくない」という思いで引き止め、シャトーブリアンと一緒に消滅した。
アニメ版ではドリーム禁貨編の終盤で再登場。カマメシ公国にてコロッケと共にコンペイ党と戦った。次の王様だ〜れだ大会編で祖国を取り戻し、自らの夢を叶えたためにコロッケからバンカーを辞めるのかと問われるも、バンカーは続け新たな夢を見つけるために自分探しの旅に出た。その後、コンソメバトルトーナメントでコロッケと再会する。
必殺技は108発の蹴りを数秒間で相手に浴びせる「108（ワンオーエイト）マシンガン」、足から気力のエネルギー体を発射する「魂（ソウル）キャノン」、手のひらから剣形のエネルギー体で敵を切り裂く「王国（キングダム）セイバー」、両手版の「W（ダブル）王国セイバー」。アニメ版では、複数の「魂キャノン」を操る「魂キャノンクラスター」、「108マシンガン」にフェイントを混ぜた「108マシンガン+（プラス）」、1発の蹴りに力を込めた「108マシンガンフルバースト」という技も使う。ゲーム版では、巨大なエネルギー体を発射する「魂（ソウル）バスター」や、空から大量のエネルギー体を流星のように降らす「∞シューティングスター」という技もある。
プリンプリン〔プリン〕
声 - 岩田光央
被ると不細工になる覆面を被ったバンカーで、その素顔は美形。だが極端に背が低く、それにコンプレックスを持っている。
願い事は背を高くしてパーフェクトないい男になること（アニメでは自分好みの武骨な姿になること〈「ワイルドでたくましい男」と名乗ることもある〉）。番外編によると、彼が幼いころに偶然拾った禁貨を狙ったバンカー・チクワブに襲われたところをコロッケに救われたことがバンカーになるきっかけになった（ウンチ棒はコロッケから貰った物）。
スケベで、ウスター同様女好きであり、ポー、テト、モッツァレラ、サーディン（彼女の正体を知らないため）、ブーケガルニなどの美少女達にデレデレしている。しかしルッコラにはそういう面を見せないため、外見が幼い女の子や、姿が人外同然の女の子には興味が無いようである。
手強い相手とは戦おうとはしない卑怯かつ臆病な性格だが、裏バンカーサバイバルで大粒の涙を流しながら心を鬼にしてウスターを倒した時など、真のバンカーとしての顔を見せることも。しかし第3階戦でパンプキンと相打ちとなった。壁の一部になる描写は描かれなかった。後にピザの斜塔崩壊により復帰。ビシソワーズパーティーではダイフクーと共にウズラと対決。ウズラとダイフクーを「トラップウンチ」で置き去りにし、自分だけ逃げようとするも、誤ってグランドパーティへの出口に入ってしまい、強制的にグランドパーティに出場することになり、恐怖心から一度はウスターと共に逃げ出そうとするも、自分を信じるコロッケに心を打たれ、世界を守り自分の夢を叶えるために戦うことを決意し、「トラップウンチ」でユバの動きを封じる活躍を見せた。
バンクはピンク色の小袋。アラモード村出身で、家族（両親と祖母、3人の妹と弟、愛犬）も全員覆面をかぶっており、素顔はみんな美形。身長が低いところも母親以外プリンプリンと同じである。
一人称は初登場の時は「ボク」、バンカーサバイバル2回戦に出場し、コロッケたちのチームに入って以降は「オレ」。
『BLACK LABEL』では頭身の高い仮面を着けた美形に復活するが、逆に素顔がブサイクになってしまった。シャトーブリアンの配下に就き、シャトーブリアン軍の元帥閣下となっている。しかし心からシャトーブリアンに仕えている訳ではなく内心は呼び捨てにしており、彼に代わって成り上がる野心を抱いている。第2回王様だ〜れだ大会の進行役を担う一方、部下に脱落者から禁貨を集めさせている。6巻ではシャトーブリアンの側近になったのは禁貨を集めて彼を倒すためであり、テトたちも拷問するふりをしてこっそり匿っていたと判明する。高身長にはなれたが素顔が不細工に変貌してしまったことにコンプレックスを抱いており、シャトーブリアンを消すために集めた禁貨を横取りして「高身長イケメンになる」という願いを叶えることを企んでおり、バン王を呼び出せる量まで禁貨が貯まったが、アクシデントでアブラミーの頭の貯金箱に禁貨が全て入ってしまい、アブラミーの願いが叶えられてしまったため、願いは叶えられなかった。それに絶望するも、コロットの戦いを見て心を入れ替え、再び「シャトーブリアンを倒して世界を救う」ために戦うことを決意した。
52話からは、グランシェフ王国でシャトーブリアンに取り込まれて体力が消耗していたタロ、フォンドヴォー、アンチョビらと共に、コロッケたちに目玉ドローンを同行させ、コロッケとユバの試合を全世界に実況している。
ウンチ（アニメでは自身が開発した設定の「ウンチョ」に改名されており、基本的な呼称も「ウンチ→そんな物、あんな物」に変更されている。実は本物のウンチなのかどうかも不明）が刺さったウンチ棒が武器で、ウンチを飛ばす「恐怖の大王（きょうふのだいおう）」、ウンチを積み重ねてウンチの囲いを作る「恐怖の大王バリア」、ウンチの先を鋭く尖らせて敵を貫く「恐怖の大王スピア」、ウンチをドリルのように回転させて地中を掘り進む「恐怖の大王ドリルクラッシャー」が必殺技。一番の得意技は、粘着性が強く一度踏みつけてしまうとベッタリと張り付いてしまいなかなか取れない「トラップウンチ」。
原作第1話のタイトルとセットで描かれたイラストによると、当初は太めで、武器がウンチではなく包丁だった。
フォンドヴォー〔フォン・ド・ヴォー〕
声 - 堀内賢雄
赤い長髪と青い肌を持ち、黒いマントに黒い帽子、黄色いスカーフを着用し、棺桶を背負っているバンカー。一人称は「オレ」。コロッケの父であるバーグの弟子。バンカーサバイバルで初登場した時は、コロッケにバーグを殺した黒マントの男だと思われていたが、その後にバーグの弟子であることが判明する。バーグからは「世話のかかる弟子」と言われつつも「本当の友達」と認められている。アニメ、『BLACK LABEL』によると孤児であり、生まれた時からずっと一人で親も兄弟もいない環境で育っている。
以降もコロッケたちと共にバンカーサバイバルを戦い、その途中で黒マントの男（アンチョビ）に敗れるが、カラスミに助けられた。以後は記憶喪失のフリをしてカラスミの部下となり、カラスミに殺害を命じられた国王夫婦がリゾットの両親であることを知り、殺したと報告してこっそり匿っていた（カラスミの配下だった時の異名は「哀愁のコウモリ」）。その理由はカラスミの持っているブラックキーを奪うチャンスを狙っていたため。王様だ〜れだ大会ではそれをコロッケに明かし、心置きなく、好戦的に戦い彼のハンバーグーをことごとく打ち破るが、決死の思いでコロッケの放った「ウードン」に敗れる。裏バンカーサバイバルでは第1階戦で主催者の怒りを買い、落とされそうになったコロッケを助け、代わりに脱落させられたが、落ちている途中でバンクである巨大な棺桶に入り込んでいたため、壁の一部にされずに済む。その後なんとか壁を這い上がり、ヤキソバの体内から抜け出せたテトと共に斜塔から脱出した。
ビシソワーズパーティーではルッコラ・ヤキソバと共に、ビシソワーズ家のブーケガルニと対決するが、彼女の必殺技「パペット×マスター」で身体を操られ、仲間割れをさせられる。ルッコラの炎で何とか技から逃れ、形勢逆転を果たすものの最後は「ビカ×ビカ」によって敗北する。
『BLACK LABEL』ではT-ボーンと共にコロッケの前に姿を表すも、コロッケがバーグを殺そうとしていることを知ると対立。しかしブリスケットの猛攻からコロッケたちを庇い、溶岩に落ちてしまった。その後第2回王様だ〜れだ大会でブイヨンという中年男性の姿で参戦し、コロッケとツナマヨとの戦いで正体を現すも、コロッケたちに非協力的な態度をとる。実は何度死んでも蘇る不死身の能力を得ており、自分とブレンドしたコロッケがシャトーブリアンを倒すと宣言するも、シャトーブリアンに取り込まれてしまう。
何度やられても復活する強運の持ち主。料理上手という一面もあり、特製超ロングフランスパンを焼いたり、鮮やかな手捌きでカレーライス（実はハヤシライス）を作っていた。願いは最強のバンカーになること。ただし、棺桶をそのままバンクに使用しているため、相当な量の禁貨が必要になることが明かされる。また、棺桶はマンモス10頭分の重さを持つ。
なお、アニメではやや出番が少なく、ギャグコロ版のアニメではオープニングには登場しているが、物語には一切登場しない。
必殺技は針状にした髪で攻撃する「赤き閃光」、赤き閃光を大量に発射する「赤き大閃光」、赤き閃光を相手の影に刺して動けなくする「シャドウブレイク」などがあり、そしてコロッケと同じく、バーグ直伝のパンチ「ハンバーグー」が使える。
当初はモブキャラクターとして登場していたが、作者は当時、フォンドヴォーを「棺桶を背負ったドラキュラ風バンカー」くらいにしか思っていなかったため、後に重要なキャラクターとして描くことになるとは思っていなかったと述懐している。
T-ボーン〔T-ボーンステーキ〕
声 - 鈴木千尋
田舎のウェルウェル=ダンダン村出身のバンカー。東北弁に似た田舎訛りな喋り方が特徴。寝ることが好きでかなりの天然ボケな上、知能も低い。骨ヌンチャクという巨大な骨型のヌンチャクを武器に使う。一人称は「オラ」。家族構成は父・母・弟・妹の5人家族。
禁貨はただ綺麗だから集めているだけで、願いは特になく、当初は禁貨を集めると願いが叶うという自体も知らなかった。バンクは骨付き肉型。
満月（満月に似せた風船でも可）を見ると可愛らしい子犬に変身し、人間の時より10倍も強くなる（「お手」をすると元に戻る）。流れ星を見るとゾウにも変身するが、なぜか子犬に変身した時とは逆に弱くなる。アニメでは日食を見るとリスに変身して子犬の時以上に強くなる。裏バンカーサバイバルでは4階戦まで勝ち残り、アンチョビと全力を出して対戦するも自らギブアップし、コロッケたちに全てを託しながら落下していった。壁の一部になる描写は無かった。後に斜塔崩壊で復帰した。ウスターと共に、ビシソワーズ家のストロガノフと対決した時は、マッシュ星を見て宇宙人のような奇妙な生き物に変身し、花を踏まれたことに怒り、ストロガノフを光線で吹き飛ばし、勝利する。ただし彼自身には犬やゾウに変身している間の記憶は一切ない。同じ村に住んでいる自身の家族（両親、弟と妹）や村人たちもほぼ同様の体質を持っているが、満月を見て変身した場合の姿はT-ボーンの家族を除き、犬以外の動物である。
寝ていることが多く、バンカーサバイバルではウスターがそれを利用して不戦勝を狙っていたが、コロッケのせいで失敗に終わった。ビシソワーズパーティ中でもウスターに起こされるまで寝ており、最終回でも地球のピンチであったにもかかわらず眠っていた。
番外編では今は亡き祖母が「最期に満月のように丸くてキラキラしたものが見たい」という願いを叶えるため、バーグの手に入れた禁貨を譲ってもらおうと彼と戦い、満月を見て犬になっての奇襲でバーグに一矢報いて彼から禁貨を譲り受け、祖母にキラキラと輝く禁貨を見せた。
『BLACK LABEL』ではフォンドヴォーと共にコロッケと再会。満月を見ると元の強力かつ愛らしい子犬とは別に巨大な犬にも変身できるようになったが、敵味方の区別がつかなくなっている（コミックス第2巻書き下ろしエピソードでは、一定時間が立つと復活前の愛らしい子犬に変身できることが判明。強さは据え置き）。
元々は女性として製作されたが、担当編集者に男だと思い込まれたことから男性キャラクターになった。
アニメではフォンドヴォーほどではないがコロッケたちと別れと再会を繰り返すことが多いため出番は少なく、ギャグコロ版のアニメでは何も知らずにサラミッドに入ってレリーフにされ、コロッケたちに発見された際レリーフの状態で熟睡し、元に戻った際に起床し改めて再会を喜ぶが最終回直前だったため少ししか活躍がなかった。
必殺技は骨ヌンチャクを叩きつける「カルシウムクラッシュ」、それに回転を加えて威力を上げた「カルシウムハリケーン」。また、村一番の穴掘り名人であり、地中に潜って相手に奇襲をかけることも可能。
T-ボーンが変身したときになった犬のモデルは、作者の娘。なお、当初は怖い感じの犬として描く予定だったが、面白さと意外性を考えて現在のデザインになった。
ダイフクー〔大福〕
声 - 中村大樹
長い腕と胴体を持つ白い肌のバンカー。一人称は「オレ」。バンカーサバイバルではプリンプリンに敗れる。その後、次の王様だ〜れだ大会でコロッケたちの戦いを観戦した。裏バンカーサバイバルには参加していないが、ニガリがカラスミの父・Dr.フォアグラーであることが判明した際、コロッケたちに真実を話すべくタロと一緒にピザの斜塔へやってきた。プリンプリンと共にビシソワーズ家のウズラと対決するが、ウズラ共々「トラップウンチ」を仕掛けられ、逃げようとしたプリンプリンが誤ってグランドパーティー会場に入ってしまい、事実上の敗北となる。グランドパーティーではコロッケたちの戦いを見守る中、ウズラに「もち」と呼ばれてこき使われたりなど散々である。バンクは鏡餅型。夢は腕をもっと伸ばすこと。
当初は女の子バンカーが操る背後霊という設定であった（4巻、89ページ参照）。アニメのみの設定として、怒りが頂点まで達すると体が赤くなり角が生え、通常の3倍の強さとなる。
アニメでは原作より出番が多く、特にアニメオリジナルのエピソードにおいてツッコミ役に回ることが多い（その際のボケ役は大抵プリンプリンかウスター）。原作準拠の試合には出られないため不満が溜まっており、自分の夢がかなった幻覚を見た際には当初の願いと異なり主将として試合に出ることであった。ギャグコロ版のアニメでは戦闘シーンが増え大活躍を見せる（コミックスでも作者から「スタッフに愛されてる」とコメントされた）。
身体を自在に伸ばす「伸身弾」が得意技。アニメのみの必殺技として、伸ばした首を叩きつける「ネックインパクト」という技がある（赤い状態では、頭部の角を突き刺す描写がある）。
ギャグコロのワンコーナーでは同時に放送していた『絶体絶命でんぢゃらすじーさん』のじーさんの声優がダイフクーと同じ中村であるため、モノマネを披露したことがある。
『BLACK LABEL』では7巻終盤（33話）から登場。復活した際、元ネタの女の子バンカーの姿になっており（1巻表紙、4巻89ページなどに登場）、心の性別は変わっていないものの、体の性別に合わせてそれ以来は女性口調で話すようになる。しかし、復活した直後にシャトーブリアンに取り込まれてしまう。33話でコロットをシャトーブリアンの体内に引き込んだのは、その方が安全だと思ったため。女の子バンカーとの外見の違いは彼女は金髪だが、転生したダイフクーは銀髪であり、また服（手袋や胸元など）のデザインに一部差異がある。
キャベツ〔キャベツ〕
声 - 本井えみ（GC・PS2版ゲームまで城雅子）
カエルの着ぐるみのような姿をした小柄な少年（ただし本人曰く、カエルの着ぐるみのような服装はあくまでも着ぐるみではないらしく、極度のかなづちであり、自分で泳ぐことはできない）。性格は真面目で、言葉も敬語が多い（語尾に「〜でっす」をつけるのが口癖）。一人称は「ぼく」で、相手のことは基本的にさん付けで呼ぶ。敵に対しては呼び捨てだが、カラスミ（8巻、『BLACK LABEL』では呼び捨て）やアンチョビ（ゲーム『3』『Great』など）はさん付けで呼んでいた。次の王様だ〜れだ大会でコロッケと出会い、仲間（後述）がピロシキに誤って殺されたためウスターの代理として出場し、2回戦でピロシキと戦い、勝利する。メインキャラクター7人の中では一番登場が遅く、唯一「次の王様だ〜れだ大会」編で登場したキャラクターである。
裏バンカーサバイバルでは必死にコロッケとの戦いを拒んだが、涙を見せながらも真のバンカーとして非情を貫いたプリンプリンに感化されたことで、勝ち残るためにコロッケと対決。まるで自分の身を犠牲にしたかのように敗北し、安らかな笑みを浮かべながらパセリと共に壁の一部となったが、リゾットは「キャベツは自らを犠牲にしてコロッケに全てを託した」とキャベツの覚悟を見抜いていた。しかしピザの斜塔崩壊により復帰。
ビシソワーズパーティーでは一度スズキにやられながらも、リゾットと共にビシソワーズ家のユバと対決。満身創痍のまま繰り出した最初の一撃が通用せず、消去プロミネンスによって消されかけ、直撃寸前でリゾットに救われるも戦闘不能になる。最後はリゾットと共に、ユバの邪神アンゴルモアにより敗北する。夢は王様になること。
『BLACK LABEL』では頭脳明晰になって復活したが、戦うことに嫌気がさしてバンカーを辞めており、農業を営んでいる。しかし裏では爆弾を開発しており、ピロシキと共にシャトーブリアン軍を倒そうと計画していたが、ピロシキをタンタンメンに殺されたことでこれ以上人が死ぬのを見たくないという理由で自ら家を爆破し、どこかへ逃亡した。その後第2回王様だ〜れだ大会の開催を聞き、コロッケの恩義に報いるために参戦。コロッケを守るべく、彼を狙うヌクマムと共に自爆した。
必殺技は丸めた舌を腕の代わりにして相手を殴る「びよーんパンチ」とその発展技「びよーんパンチマグナム」、相手を舌で巻きつけて地面に叩きつける「びよーんトルネード」、頭を膨らませて気球のように浮かび上がる「ぷっくんバルーン」などがある。『BLACK LABEL』では舌で相手の動きを封じる新技「びよーんキャッチ」が登場。
パセリ〔パセリ〕
声 - 村井かずさ
おたまじゃくしのような形をしたキャベツの生きているバンク。最初はコロッケに座布団と間違われる。自力で泳げないキャベツの代わりにもの凄い速さで泳ぐことができる。番外編では「パセリ進化」という技でカエルに成長した姿を見せたが、キャベツをくわえてどこかへと去っていった。また、「ぷっくんバルーン」は、前進する際にパセリが尾を回転させて進む。
タロ〔タロイモ〕
声 - 長島雄一（現 チョー）
ポー・テトの祖父で、だじゃれが大好き。ハゲ頭にツインテールが特徴。しがない占い師を営んでいるが、かつては史上最強と言われたほどの凄腕バンカーで、バーグの師匠でもあった（その時の頭髪は虹色のアフロヘアだった）。
願い事は世界一のダジャレ王になることとされていた（「ダジャレ名人になる」という願いを叶えたはずなのに、そのダジャレは概ね無理やり作られたもので、笑いの壺が低いコロッケ以外には一切ウケていなかった）が、本当の願いはビシソワーズ家を封印することであった。バンクは大きな招き猫型。バンカーをとっくに引退した今でも本気を出せば体がムキムキになる（しかし技を出した際に相手のところに届く前にパワーを使い切ってしまう）。
漫画ではビシソワーズ家のユバやスズキにやられ、テトと共にコロッケたちの戦いを見守った。アニメ版では、中期ごろから前回までのおさらいのナレーションを担当した他、「バンカー・タロのダジャレの花道」という視聴者参加企画も開いていた。
『BLACK LABEL』ではシャトーブリアンによって捕まり、拷問されていたが後に彼に取り込まれたことが判明する。7巻ではアンチョビとカラスミの死闘をフォンドヴォーを制止して共に見守った。その後、美少女バンカーに転生したダイフクーにデレっとしていたが、正体がダイフクーだと知るとがっかりし興味を失くしていたため、真性の上級者ではない様子。
必殺技は両手からエネルギー弾を発射するダジャレ必殺奥義「フトンガフットン弾」。
「Great」では若い頃のタロをプレイアブルキャラクターとして使用できる。
ポー 〔ポテト〕
声 - 村井かずさ
タロの孫娘で、テトの姉。かなりのコスプレマニアであり、バンカーサバイバル編では様々な衣装に着替えながら大会の進行役を務めていた。腕っ節も強く、バンカーサバイバル決勝戦ではルール説明の際にプリンプリンを蹴り一発でバトルフィールドのゴールに吹き飛ばしている。休憩中のクレーンゲームを試合の抽選に利用するなど、卑怯な一面もある。バンカーではないながらも最終回ではバーグを生き返らせるための禁貨を集めた。
『BLACK LABEL』ではタロを救出するためにテトと行動するが返り討ちにあい、コロッケを抹殺するように命じたシャトーブリアン軍に反発したため、タンタンメンに殺されてしまう。
アニメ版ではバンカーの闘技会がある度に司会を務め（「王様だ〜れだ大会」を除く）、「史上最強の司会者」を自称し、さまざまなコスプレで場を盛り上げながらアナウンスする。
テト〔ポテト〕
声 - 笹本優子
ポーの妹。第1話で大切な禁貨型のペンダントをアブラミーに取られそうになったところをコロッケに助けられて以来、タロと共にコロッケたちの戦いを見守っている。原作第1話を除き、常に頭にゴーグルを付けている。裏バンカーサバイバルではリゾットと共にコロッケを探しにピザの斜塔に向かい、BB7に人質にされたが、コロッケとリゾットに救われた。リゾットから想いを寄せられている。
『BLACK LABEL』ではスタイルの良いクールな美女となり復活。さらにはバンカーにもなり、戦闘力が強化している（ただし技名のギャグ交じりは祖父譲り）。シャトーブリアン軍に捕まったタロを救出するためにコロッケの旅に同行し、第2回次の王様だ〜れだ大会では互いの利害の一致によりモッツァレラと手を組む。しかし二人を助けられずにプリンプリンから拷問を受けてしまうが、6巻で彼に匿われていたことが判明する。

### カラスミとその仲間
カラスミ〔カラスミ〕
声 - 中村大樹（第10話）→小杉十郎太（第42話以降）
アンチョビの兄。一度負けた部下には容赦をしない冷酷な性格であり、弟のアンチョビすら例外ではないが家族や部下に対する思いやりも存在している。一人称は「オレ」。
幼少時は朗らかで優しい性格の少年だったが、ある事件により現在の性格に変わってしまい、「この世は力が全て、力無き者は死あるのみだ」という考えを持つに至った。
グランシェフ王国の侵略をした当初は黒いマントに身を包み、姿が分からなかったが、コロッケの究極奥義ウードンが彼に当たり、マントが焼け落ちて素顔を現した。
「究極武装（アルティメットアームズ）」を巧みに使う。当初は自分の体を自由に軟化させたり、硬化させたりすることが可能であると言っていたが、後に軟化した状態で、リゾットの王国セイバーの熱で蒸発したことにより、しばらくは霧状に漂っていたが、再び復活したことにより、液体・固体・気体に変化させることが判明した。ただしアニメでは気体にならず、肩のトゲが矛のような武器になるなど、原作と設定が違う。
しかし、これらを行うには、かなりの力で変化させなければならないため、やり過ぎると固体の場合は金属疲労を起こしひびが入り、気体・液体は正常な形を保てなくなってしまう。リゾットに敗北し自ら負けを認め溶岩へ落下、死亡したと思われていたが溶岩に落ちた時、体を気体にしていたため、九死に一生を得た。グランシェフ王からコロッケや四獣士が彼のためにピザの斜塔に向かったことやDr.フォアグラーの真実を知らされ涙ながらに謝罪し改心する。フォンドヴォーが斜塔から脱出した際初めてギャグ顔が描かれた。ボロボロな状態でピザの斜塔に到着したときは、既に父・Dr.フォアグラー（ニガリ）と弟・アンチョビが死亡しており悲しみに暮れる。コロッケたちと和解したが人々を傷つけてきたことに激しい罪悪感を覚え、コロッケたちに頼らず自力で父と弟を生き返らせると決心する。コロッケに禁貨ゴーグルを返却されるが禁貨ゴーグルを家族を狂わせた元凶とみて自ら破壊して、互いに自力で禁貨を集めることを誓い別れる。最終話では多くのバンカーと共にバーグを生き返らせるために禁貨を集めた。
『BLACK LABEL』では弟と父の蘇生に成功し、家族と共に平和なひと時を過ごしていたが、父と共にバンカーの抗争を止めるために家を飛び出し、二度と帰って来なかった。死亡したと思われていたが、後にシャトーブリアン軍にタロと共に捕らわれ、シャトーブリアンの体内に取り込まれていることが発覚した。7巻ではシャトーブリアンの体内でタロ、フォンドヴォー、アンチョビと再会するが、アンチョビとはバンカーに対しての考え方の違いから一戦交えたが、彼の本心を知ったことで戦いをやめる。
アニメではリゾットに敗北した後改心し、アンチョビと四獣士と共に旅に出る。
必殺技は軟化して体を伸ばし、そこから回転しつつ硬化し、相手めがけて突撃する「隕石（メテオ）インパクト」。この他にも、相手の頭を掴んでエネルギー波を流し込み、大ダメージを与える技を持ち、ピロシキに制裁を与える際に使用した。夢は絶対的な力を手に入れること。
アンチョビ〔アンチョビ〕
声 - 日髙のり子
カラスミの弟。子供らしい正装にランドセルを背負っている普通の少年だが、正体は殺人鬼である。1巻1話の表紙ではネクタイがリボンタイになっていた。性格はとても残忍で冷酷だが、家族を失うことを恐れる繊細さも持ち、裏バンカーサバイバル編では他者に対する思いやりも見せるようになった（次の王様だ〜れだ大会編最終話で、コロッケ一行や観客たちがカラスミを生き返らせるために禁貨を出してくれたのを見てから、彼の中で何かが変わったらしい）。
基本的に自分と自分の家族以外への関心は希薄だが、裏バンカーサバイバルではコロッケ一行（特にコロッケ）のことは気にかけ、助言していた。コロッケ同様父子家庭である。コロッケからは中盤で父を殺された恨みを抜きにして、「真の仲間」として受け入れられているが、アンチョビはバーグやカラスミなどのしがらみのないTボーンのことは13巻で仲間として認めたが、コロッケに対しては「父親やたくさんの人を殺した穢れた自分は、コロッケの仲間にはなれないから」という理由なのか、一度も仲間として認めていない。
その正体はバーグを殺した張本人・黒マントの男（この姿はバンカーサバイバル戦以来、登場していない）。アニメではこの姿では声が加工音声されており、エンディングのクレジットではアンチョビと同一人物と分かるまでは声優名は「???」と表記されていた。アンチョビの正体はバンカーサバイバル編では黒マントの男という設定だったが、裏バンカーサバイバル編ではニガリとの戦闘中に変身が解けたことで小学生姿になったため、現在はこの姿が本来の姿という設定になっている。黒マントの男は変身能力の第2段階に過ぎず究極体は、見た目の可愛らしさとは裏腹に、パワーもスピードも段違いにアップする。特徴として、大きな青い瞳に水色の肌、胸部が緑色で、頭にトゲが生えている宇宙人のような姿。また、究極体の姿では、いくら攻撃されても「完全再生（パーフェクト・リバース）」で脱皮することにより、何度でも元気な姿で復活できる（ゲームやアニメでは複数の種類の究極体を使い分けるがここでは原作に登場したタイプの姿を指す。また『BLACK LABEL』では、通常形態でも脱皮できるようになっていた）。ただし、変身限度が持って3日で、ダメージを受け過ぎると元の姿に戻ってしまい、脱皮の際には一瞬の隙が生まれ、皮膚がボロボロになってしまうと脱皮ができないこともあるなど無敵ではない。王様だ〜れだ大会以降、この姿で、頻繁に登場するようになる。攻撃は基本的に鋭い爪で攻撃する。この他、変身能力を応用して他者の姿になることも可能。
必殺技は光の剣を出す「光剣滅殺（デスライトニング）」、「光剣滅殺G（デスライトニンググレート）」、相手めがけて頭から突撃する「火球爆獄（ヘルロケッティア）」（究極体にならないと使えない可能性がある）など。アニメでは腕を巨大化させて相手を殴る「ギガスマッシュ」、発展版の「108（ワンオーエイト）ギガスマッシュ」や「フルバーストギガスマッシュ」も使う。
バンカーサバイバルにおいてのコロッケとの戦いでは「完全再生」の前に打つ手無しかと思われたが、脚の皮をかた結びにされたため「完全再生」が使えなくなり、その隙に108ハンバーグーに敗れ、その威力でゴールを破壊し海に転落する。その後、サメに食われそうになるも足の皮を噛み千切らせて「完全再生」で回復。生還を果たした。
兄であるカラスミを非常に慕っており、王様だ〜れだ大会に乱入し、リゾットと戦おうとするが、カラスミに「一度敗れた者など必要ない」と言われて捨てられる。しかし、それでもカラスミの役に立とうと大会に再度乱入し（アニメではその際、四獣士と共に止めに入ったコロッケたちと対決し、自身はゲーム版オリジナルの変身形態となって応戦している）、カラスミが死んだと思われた時には大泣きした。
ピザの斜塔では自らの手でカラスミを生き返らせるためサーディンに変装し、度々コロッケを叱責した。第4階戦のT-ボーンとの戦いで正体を明かし、第5階戦でニガリ（Dr.フォアグラー）と相打ちになりニガリを父と知り悲しみながら死亡した。彼の死はカラスミやコロッケやリゾットも悲しみ、タロは生き返らそうとしたカラスミが生きていて今度はアンチョビが死亡したことを皮肉だと悔やんだ。夢は兄と同様絶対的な力を手に入れること。バンクは髑髏型。
前述の「次の王様だ〜れだ大会」での一件から、良心や仲間を思う気持ちが芽生えるようになり、仲間の存在を認めるようになる。しかしバーグや色々なバンカーを傷つけて殺したことに罪の意識を感じるには至らず、作中で彼がバーグを殺してコロッケにかつての自分たちと同じ苦しみを味わわせたことを悔いる描写は無かった。裏バンカーサバイバルではコロッケに二度「仲間」と言われた時は、バーグを殺した負い目を感じたためか肯定も否定もしなかったが、Tボーンに対しては撃破後に涙を流しながら謝罪し、彼を仲間と認める発言をした（カラスミの部下である四獣士を仲間とカウントしたことは一度も無いので、彼にとって四獣士はカラスミを通した関係であり、自身の仲間ではないらしい）。なお、カラスミの弟なのでカラスミ軍団No.2兼、もう一人のボスというポジションであり、四獣士の上司に当たる。原作では四獣士と会話したり、名前を呼ぶシーンは無いが、ゲーム版では四獣士からは「アンチョビ様」と敬称で呼ばれている（アニメ版ではモッツァレラからは呼び捨てにされ、敬語を使われていなかった）。コロッケたちのことはコロッケ、リゾット、Tボーン（『BLACK LABEL』ではウスターも）を名前で呼んでいる。
『BLACK LABEL』では青年の姿で復活し、パン屋を営んでいる。女性たちから根強い人気を集める一方で禁貨目当てにやって来たバンカーたちを闇討ちにしてきた。数百年前、カラスミによって父と共に蘇ったが父と兄をバンカーの抗争で失っており、バンカーの存在を嫌悪している。第2回次の王様だ〜れだ大会ではニガリに扮して参戦。レモネードに倒されたフリをして逆に彼を下し、シャトーブリアンとコロッケの戦いに乱入してシャトーブリアンを蒸発させる。その後自分に戦いを挑んできたコロッケに挑むも、コロッケの真っ直ぐな気持ちに心を打たれてか自ら命を絶とうとした。しかし僅かながらに生存しており、完全再生に目をつけたシャトーブリアンに取り込まれる。7巻では同じく体内に取り込まれていたタロ、フォンドヴォー、カラスミと再会するが、「バンカーは不幸を呼ぶ、この世界にいらない存在」という考えを持っているため、彼らの脱出を妨害し、「バンカーは世界の平和を守るために、必要な存在」と考えるカラスミと考え方の違いから衝突し、バンカーの存在意義を懸けた殺し合いとも呼べる死闘になるが、カラスミの言葉に心を打たれたことで、本心を吐露した。しかし、シャトーブリアンに何度も自分の技を使われた影響で消耗し倒れてしまい、兄弟対決は決着が着かず、うやむやになった。
なお、『BLACK LABEL』では究極体にならなくても「完全再生」が使えるようになっており、究極体に変身したことが一度も無い。最終回でバン王によって、みんなが幸せになるように改変された世界では、バーグとの対決時にウスターによって邪魔が入り、バーグがコロッケを庇って命を落とす展開が変わったため、バーグを殺していない流れになっている。その際、バーグがコロッケを庇った所を見て、何か感じるものがあったのか「親子か……!」と呟いて去って行った。なお、禁貨ゴーグルや、アンチョビの家族のことは改変されていない様子。
アニメでは最後コロッケの「ウードン」で敗北し、その後は改心しカラスミと四獣士と共に旅に出る。
一人称は原作では場合によって「ボク」や「オレ」に変わるが、アニメでは「ボク」に固定されており普段の口調は穏やかになっている。『BLACK LABEL』では一人称は「ボク」で統一されている。
ゲーム版では会話シーンにて負傷したのを表す表情では紫色の血で流血している。ゲーム版2作目は原作の「次の王様だ〜れだ大会」連載中に製作されたため、原作と矛盾する設定があり、例として本作のアンチョビは原作と異なり、カラスミの蘇生よりも自分の願いを優先している。
アンチョビはカラスミ軍団の一員だが、登場が一番早く他の四獣士とは異なり独立した存在であり、『BLACK LABEL』ではバンカーを殲滅させるために単独行動をしており、ゲーム『3』ではアンチョビのみ登場している。
サーディン〔サーディン〕
声 - 日髙のり子
アンチョビの新たな第四の姿。裏バンカーサバイバルで頻繁にコロッケたち一行を叱責し、救っている。普段は洋風の傘に、白く長い手袋をしているが、戦う時はアンチョビの時と同じく、尖った爪で攻撃。さらに腕が伸びる。気が強く、かなりセリフが教訓的。第4階戦のT-ボーンとの戦いで正体を現す。一人称は「あたし」。
バンカーサバイバルでプリンプリンが持っていた人形（ルミちゃん）がモデルになっている（12巻、139ページ参照）。実力面では、アンチョビの時より強くなっているのか、変わっていないのかは不明。

#### 四獣士（よんじゅうし）
タンタンメン〔担担麺〕
声 - 遠近孝一、GBA2のみ河野智之
四獣士の一人で、二つ名は「狂喜の荒鷲」（アニメでは「恐怖の荒鷲」）。逆立った赤髪と丁寧な口調が特徴で、戦災孤児である自分たちを救ってくれたカラスミに絶対の忠誠を誓っており、彼が死んだ（と思われた）際にはモッツァレラと共に涙を見せ、生き返らせるために自分たちの禁貨を差し出している。短気な性格でプライドが高い。普段は丁寧な口調で一人称も「私」だが、感情が昂ると粗暴な口調になり、一人称も「オレ」に変わる。電気が流れる爪と、一瞬のうちにコロッケたちに5人に攻撃できるほどのスピードが武器。次の王様だ〜れだ大会では1回戦でT-ボーンと対戦。試合開始当初はわざと手を抜き、油断したT-ボーン相手に本気を出して逆襲。一時は満月を見て犬に変身したT-ボーンに爪を破壊されるも、流れ星を見てゾウになり弱体化したことで辛勝した。裏バンカーサバイバルでは大会が始まる前に主催者に逆らい、小形メカの発射した光線で一瞬にして消滅させられ、壁の一部になったが、ピザの斜塔崩壊により復帰。その後はカラスミの生存を知ったかどうかは不明だが、最終話では多くのバンカーと共にバーグを生き返らせるために禁貨を集めた。
『BLACK LABEL』ではシャトーブリアンに捕まったカラスミを救出するために、あえてシャトーブリアン軍の幹部であるプリンプリンの配下となっている。それによりシャトーブリアンに逆らったポーを殺害、キャベツ暗殺に失敗したピロシキすらも手にかけ、自分の手でキャベツを殺そうとするもコロッケに阻まれ、「ハンバーグー」を受け、崖下に落下していった。
必殺技は「スタンガンクロー」と、発展版の「スタンガンクロー・ダンシング」。王様だ〜れだ大会ではT-ボーンに勝利する。バンクは鷲型。夢はカラスミのように超強くなること。
ピロシキ〔ピロシキ〕
声 - 阪口大助
四獣士の一人で、二つ名は「怒号の白熊」。一人称は「ぼく」。熊のような覆面を被った巨漢。性格は幼さを醸し出すも残忍さも持つ（モッツァレラいわく「四獣士の中で一番残酷」）が基本的に子供っぽく仲間想いであり、キャベツに負けたことで仲間に罵倒されカラスミに制裁を加えられた際にもそれは変わらず、カラスミが死んだと思われた際には彼を生き返らせるために他の仲間同様に自分の禁貨を差し出している。
次の王様だ〜れだ大会では2回戦でキャベツに負け、死闘を繰り広げた彼と友情が芽生える。口癖は「〜でしゅ」。裏バンカーサバイバルでは第2階戦までは順調だったが、モッツァレラの脱落により仲間がいなくなることに悲しみ、傷付いたモッツァレラを庇って共に落下し、モッツァレラを抱えた体勢で壁の一部になったがピザの斜塔崩壊により復帰。その後はカラスミの生存を知ったかどうかは不明だが、最終話では多くのバンカーと共にバーグを生き返らせるために禁貨を集めた。
『BLACK LABEL』ではシャトーブリアンに捕まったカラスミを救出するために、あえてシャトーブリアン軍の幹部であるプリンプリンの配下となっていたが、密かにキャベツと組みスパイ活動をしていた。キャベツの抹殺を命じられ、実行しようとするも本来の優しい性格ゆえにキャベツを手にかけることができず、裏切り者としてタンタンメンに殺される。
腕っぷしが強く、崖のぼりでは地面から作り上げた小島状の台座を残りの3人を乗せてそのまま登ったり、頂上では掴む際にキャベツの仲間の虫たちを、わざとではないが潰してしまっている。
必殺技は、手のひらから巨大な氷山を出す「ツンドラの接吻」（この技を初めて出した時は、相手の後頭部を掴み、地面に叩きつけていた）、つららを投げる「ツンドラの投げ接吻（キッス）」、腕を牙に変化させて攻撃する「マンモスの牙」、四方八方からパンチを浴びせる「ハムスターの大車輪」など（相手にマンモスとハムスターのどちらが好きかを質問し、その答えに応じて必殺技を繰り出している。また、キャベツは両頬を膨らます「ハムスターの頬ぶくろ」なる必殺技を妄想していた）。技ではないが、「春風の接吻」というどんな荒地でも地面に手を埋めることで花畑にする力もある。（不可抗力で）潰してしまったキャベツの仲間たちの亡骸に使った。好きな動物は象。バンクは可愛い熊型。夢は世界中を花畑で埋め尽くすこと。
モッツァレラ〔モッツァレッラ〕
声 - かないみか
四獣士の紅一点で、二つ名は「悦楽のちょうちんあんこう」（しかし、本人はあまりのネーミングの格好悪さに嫌がっている）。一人称は「あたし」。薄紫色の肌ととがった耳が特徴の少女。タンタンメン、ピロシキともに自分らを孤独から救ったカラスミに忠誠を誓っており、彼のためならばどんな悪事をも厭わない覚悟である。次の王様だ〜れだ大会では3回戦でプリンプリンと戦い、だまし討ちの末に勝利する。裏バンカーサバイバルでは第2階戦でルッコラに苦戦したが、ピロシキによってドームが破壊され救出されるも、主催者権限でピロシキ共々落下し、ピロシキに抱えられた体制で壁の一部となったがピザの斜塔崩壊により復帰。その後はカラスミの生存を知ったかどうかは不明だが、最終話では多くのバンカーと共にバーグを生き返らせるために禁貨を集めた。目は暗視ゴーグルのように暗闇でもよく見える。
アニメ版では過去のグランシェフ王国侵略の際に守ろうと立ち塞がったリゾットを倒した。
『BLACK LABEL』ではシャトーブリアンに捕まったカラスミを救出するために、あえてシャトーブリアン軍の幹部であるプリンプリンの配下となっている。第2回次の王様だ〜れだ大会では事前に工事関係者を操り、秘密の通路を掘らせたうえでタロを救いたいテトと組む。
必殺技は両目から幻覚を見せる光線を浴びせる「天使のウインク」、前髪を伸ばして相手を切り裂く「黒バラの怒り」など。バンクはちょうちんあんこう型。夢は高級ブランドの服や靴を手に入れること。
フカヒレ〔ふかひれ〕
声 - 森訓久
元四獣士の一人で、鮫のような姿をしている。笑い声は「ゲシシ」。次の王様だ〜れだ大会に出るはずだったが、フォンドヴォーに圧倒されたためカラスミに捨てられる。その後は生まれ故郷の島に戻って漁師として暮らし、結婚して妻子に恵まれている（フォンドヴォーもフカヒレのその後を密かに気にしていた模様）。
必殺技は拳から放つ衝撃波で城壁ですら一瞬にして削り抉る「鮫肌ウエーブ」。夢はもう一度四獣士に戻ること。なお、ゲーム「Great」や「DS」ではフォンドヴォーはコロッケの味方になっているため、フカヒレは正当な四獣士となっている。

### BB7（ビービーセブン）
アニメ未登場。7人の極悪バンカー集団。BBは「バンカーバンデット（山賊団）」の略。裏BS編でニガリはアンチョビと相討ちとなり死亡し、マルゲリータはユバに殺害され、裏BS編終了後はBB7は実質5人となる。ビシソワーズパーティー編では「自分たちが暴れる世界を無くしたくない」という理由でレモネード、ルッコラ、ヤキソバの3人がコロッケの仲間に加わる。コミックス14巻のキャラクター紹介では、レモネードやヤキソバ、ルッコラが元BB7のメンバーと紹介されていた。
2023年4月19日頃の作者のツイート（レス）ではビシソワーズパーティー戦にパンプキンとクスクスが参加しなかったのは、マルゲリータを瞬殺した敵に恐れを成したことと、自分たちでは力不足だと感じたことが原因である。マルゲリータに対する信頼もあったが、元々情で繋がっている一味ではないので、仲間の仇討ちより自身の命の安全を優先したのだと作者はコメントしている。
『BLACK LABEL』ではレモネード以外は52話、最終話で1コマだけ登場している。
レモネード〔レモネード〕/ シトロン
声 - 羽多野渉
BB7のメンバー。BB7の中ではとても冷酷で気性が荒い。水の攻撃を得意とする。一人称は「オレ」。
幼少のころ、親がおらずゴミ溜めの生活をしていた時にバンクであるチェリーと出会い、バンカーになることを決意。そのため、チェリーにのみ心を許しており、リゾットとの闘いでチェリーが死んだと思われた時言葉ではチェリーを切り捨てたもののチェリーを失った悲しみに泣き崩れた。次の王様だ〜れだ大会終了直後、オコゲを襲撃している途中でコロッケと出会い、圧倒的な実力を見せつける。裏バンカーサバイバルではヤキソバと共にテトを人質にし、リゾットを脅したが第3階戦でコロッケとリゾットの作戦によって失敗する。第2階戦ではBB7のボス・マルゲリータに勝利。第4階戦てはリゾットとの決戦で必殺技・水のドラゴンを発動したが、リゾットの作戦により自ら技をくらい、チェリーを捨ててリゾットと一騎討ちをしたが、敗北。脱落したBB7の中では唯一壁の一部になる描写が描かれた。しかし、ピザの斜塔崩壊後に復帰。
ビシソワーズパーティーでは非協力的ながらもコロッケと共にビシソワーズ家のスズキと対決。死闘の中、実はビシソワーズ家の一番末の弟・シトロンであったことが判明。憧れていた家族を目の前にして戸惑いを隠せず、共に戦おうとするが、その誘惑に負けることなくスズキを倒し、ビシソワーズ家を裏切る。勝ち抜きを賭けてコロッケと勝負しようとした途端、瀕死のスズキが繰り出した最後の攻撃からチェリーとコロッケを庇い、チェリーに「今まで楽しかったぜ」と遺し死亡する。その後、バン王によって生き返った。
『BLACK LABEL』では単行本1巻の書き下ろしで初登場。数百年後の世界で突然の復活に戸惑っていたが、偶然にも他のバンカーたちの復活を知りチェリーと共に旅立ち、第2回次の王様だ〜れだ大会に参戦。しかしニガリに扮したアンチョビの騙し討ちの前に敗れ去る。500年前はコロッケたちと一緒に世界を守るために戦っており、ビシソワーズ兄弟との関係も修復されている。
最終話のみんなが幸せになるようにバン王によって改変された世界では、おばあさんに拾われ、人の優しさを知り孤児ではなくなっている。
必殺技は手で銃の形を作り水の弾丸を相手に打つ「水のリボルバー」、その発展形で両手で水のリボルバーを放つ「W（ダブル）・水のリボルバー」、光線で相手を貫く「水のレーザー」、チェリーが巨大な水の龍になり攻撃する「水のドラゴン」。水の剣を出すこともできる。モデルは水曜日。
チェリー〔チェリー〕
タツノオトシゴ型の生きているバンク。可愛らしい容姿とは裏腹に鋭い歯で噛みつくなど、若干凶暴。口からは毒霧を吹き出す。レモネードと共に孤独を生き抜いてきたため、冷酷非情なレモネードもチェリーには心を開き、唯一の家族として大切にしていた。裏バンカーサバイバルでリゾットとの闘いで死亡したと思われ最後はレモネードと共に壁の一部となるが、斜塔崩壊で壁の一部から解放された際何事も無かったかのように生存した。
実はマッシュ星のバンクであり、それゆえにレモネードと抜群の連携を見せることができていた。
ニガリ〔にがり〕
声 - 西本理一
Dr.フォアグラーの仮の姿。バンカーをピザの斜塔に誘い込むためにBB7に入り込んでいた。顔は仮面であり、仮面には裏バンカーサバイバルを監視するための目玉ロボを操るセンサーが仕込まれている。
『BLACK LABEL』ではアンチョビの変装として登場した。
侍のような格好をしており、必殺技は刀を素早く振り回す「円月斬」と、憎しみの力を電気エネルギーに変えて刀に帯電させて攻撃する「秘剣・覇月」。バンクは刀。モデルは月曜日。
Dr.フォアグラー〔フォアグラ〕
声 - 西本理一
現世界なかよし協会の黒幕。カラスミとアンチョビの父親である天才科学者。一人称は「私」。
昔は穏やかで優しい父親であったが、バンカー同士の争いを無くすために自ら開発した「禁貨ゴーグル」を奪うために襲ってきたバンカー、アイスバイン一味に襲われ、カラスミとアンチョビを殺されたと思い込み、ショックで「家族の命をバンカーに奪われた」ということ以外の記憶を全て失ってピザの斜塔を利用してバンカーを滅ぼそうと、ニガリとしてBB7に潜入していた。裏バンカーサバイバルでアンチョビとの死闘の末に記憶を取り戻すが相打ちになり、相手を息子と知り悲しみ「会いたかった」と言い残し死亡。
『BLACK LABEL』ではカラスミがバン王に願ったことでアンチョビと共に復活し、家族と共に平和なひと時を過ごしていたが、悪のバンカーの争いを止めるためにカラスミと共に旅立ち、帰ってこなかった。カラスミとは異なり、現時点では生死については不明。
ルッコラ〔ルッコラ〕
声 - 石原絵理子（Great）、望月久代（DS）
BB7の紅一点。二頭身の小柄な体格。ヤキソバと仲が良く、戦闘時以外はいつも肩の上に乗っている。大好物は花（花を食べるのが好き）。一人称は「あたい」。
必殺技は口から火を吹く「爆炎（フレア）ブレス」、自分を爆弾化して爆発した後無数の分身を創り出す「ファイヤーチルド連」。裏バンカーサバイバル2回戦ではモッツァレラに勝利。3回戦では分身でコロッケを攪乱し、その隙に禁カブトを奪取。4回戦では主催者であるニガリ（Dr.フォアグラー）を対戦相手に選んでしまい、脱落した。しかし、その後ピザの斜塔崩壊後に復帰。
ビシソワーズパーティーではフォンドヴォーと同じヤキソバと共にビシソワーズ家のブーケガルニと対決するが、操られたフォンドヴォーにヤキソバを傷つけられ怒りが爆発、仲間割れをさせられる。偶然彼を解放することに成功するも残りの2人と共に敗北した。その後ヤキソバを応急処置しコロッケたちの最後の戦いを見守る。バンクはマッチ棒型。モデルは火曜日。
『BLACK LABEL』では52話、最終話で頭身が上がり美少女になった姿で登場し、ヤキソバとは以前と体格差が逆転している。
ヤキソバ〔焼きそば〕
声 - 酒井敬幸
木のような外見をした巨人。ルッコラと仲が良く、戦闘時以外はいつも肩の上に乗せている。一人称は「オイラ」。裏バンカーサバイバル編では腹部の扉を開いて相手を体内の異空間に引きずり込む必殺技「ウロ地獄」でテトを体内に閉じ込めて人質にしていたが、3回戦でコロッケとリゾットの作戦によってテトを奪還され倒される。その後ピザの斜塔崩壊後に復帰。その他の必殺技は肩から突進する「丸太ックル」。
ビシソワーズパーティーではフォンドヴォーと同じBB7のルッコラと共にビシソワーズ家のブーケガルニと対決するが敗北し重傷を負い、ルッコラに応急処置をされ一命を取り留める。バンクは木の巣箱型。リゾット曰く「木でできたデクノボウ」。モデルは木曜日。
『BLACK LABEL』では52話、最終話でルッコラと共に登場。小人化し、ルッコラの肩に乗るほどの大きさになっている。
クスクス〔クスクス〕
声 - 小河正史（Great）、加藤木賢志（DS）
BB7のメンバーで、土蜘蛛を扱う異形のバンカー。普段は「カカカ」としか喋れないが、必殺技は言える。
必殺技は口から無数のクモを放出し、相手を糸で覆い尽くす「土蜘蛛シャワー」。ゲーム版では地面から土の壁を発生させる「土壁」などを使う。
裏バンカーサバイバル編では大会開催前、自身に楯突いたガラムマサラを土蜘蛛シャワーで糸絡めにする。大会ではサーディンとあたるが、戦闘描写も無く第2階戦敗退となった。しかし、その後ピザの斜塔崩壊後に復帰。マルゲリータの死を目のあたりにし驚愕したところを最後に登場を終える。バンクは蜘蛛型。モデルは土曜日。
『BLACK LABEL』では最終話で1コマだけ登場。
マルゲリータ〔マルゲリータピザ〕
声 - 河本邦弘
BB7のリーダー。小柄で兜を被った一つ目の人物だが、マントで覆ったその身体はサイボーグ。漫画では普通の口調だが、ゲームでは宇宙人かロボットのような声・喋り方である。一人称は「私｣。
裏バンカーサバイバルでは、第2階戦の時、同じBB7のレモネードと戦ったが、小さいドーム内に水が溜まり窒息して敗北した。しかしピザの斜塔崩壊により復帰。その直後、封印から復活したビシソワーズ家のユバをBB7に誘おうとしたが、あっけなく消去プロミネンスの餌食になり消える。バンクは太陽をイメージした不思議な形。主な必殺技は、体から莫大なエネルギーを出す「混沌（カオス）フレア」。モデルは日曜日。
本編での戦闘描写が少なかったが、ゲームではマントの中からチェーンソーなどの武器を展開したり、自らを大砲に変形させて「混沌（カオス）フレア」を高速連射するといった、サイボーグであることを活かした戦い方を行う。
『BLACK LABEL』では最終話で1コマだけ登場。
パンプキン〔カボチャ〕
声 - 太田哲治
BB7のメンバー。パンダのような外見をしている。プリンプリンと同じく覆面を被っており、下の素顔は美形だが体型は肥満体である。
プリンプリンを目の敵にしていたが、裏バンカーサバイバルでは第3階戦でお互いの悩みに同情・意気投合しつつも、お互いの仕掛けた爆弾の爆発により相打ちになり、脱落した。その後、ピザの斜塔崩壊後に復帰。クスクス同様マルゲリータの死を目のあたりにし驚愕したところを最後に登場を終える。必殺技は手にエネルギーを集中させて相手を殴る「黄金（フラッシュ）ダンク」、カボチャ形の爆弾を設置する「パンプキンバクダン」。またラッパー口調で話し、「YO!」・「NA!」が口癖。夢はデブを直し、パーフェクトなルックスを手に入れること（マルゲリータいわく「下らない」）。ゲームでは格闘技は使わずお札で相手を叩きつけたり口から黄金のビームを発したりする。マルゲリータを「マルゲリータ様」と呼んでいる。ゲーム版『Great』ではラッパー口調ではなかったが、DS版ではラッパー口調になっている。モデルは金曜日。バンクはバスケットボール型。
『BLACK LABEL』では最終話で1コマだけ登場。

### マッシュ星人
アニメ未登場。ビシソワーズパーティー編に登場する本作のラストボス集団。ゲームDS版では、ストーリーに関わらない隠しキャラクターとして登場し、設定も原作とは大幅に異なる。寿命は地球人の100倍である。
マッシュ王〔マッシュルーム〕
マッシュ星の王。マッシュ星人は優秀な民でなくてはならないと豪語している。マッシュ星の人間を救うため、マッシュ星の各地から優秀な5人を集めて彼らをビシソワーズ兄弟として鍛え、彼らに地球破壊の任務を与える。実は地球との衝突が間近に迫った時に、宇宙船でマッシュ星から脱出しようとした民を手からのエネルギー波で全員殺害しており、ビシソワーズ家が気づいた時には既に誰も生き残っていなかった。そのため、優秀な人材として信頼していたビシソワーズ兄弟のことも、実際は捨て駒として利用していただけだった。最終的に彼の本性を知ったユバが命令に背き、マッシュ星もろとも消滅させられた（明確な死亡描写は無い）。

#### ビシソワーズ家
ビシソワーズ家の兄弟は、地球の外の天体マッシュ星からやって来た地球外生命体である。彼らのマッシュ星と地球の軌道がぶつかっていて、衝突を回避するため、地球を破壊しにやって来た。また、彼らは本当の兄弟ではなく、マッシュ星の各地から集められたエリート集団である。ウズラ以外は全員死亡するがコロッケの呼び出していたバン王によって生き返った。
『BLACK LABEL』では48話から全員が登場する。
ユバ〔ゆば〕
声 - 羽多野渉
ビシソワーズ家の兄弟のリーダー的存在。物腰が柔らかい金髪長身の青年。一人称は「ボク」。昔、バーグと若きタロによってピザの斜塔に一家全員封印されたが、ピザの斜塔崩壊により復活。バンクに入れると地球を消滅させてしまうというブラック禁貨（地球のバンクに入れた場合のみ。マッシュ星のバンクに入れるとマッシュ星が消滅する）を狙っている。アイスピック山の頂に館を構えている。
必殺技は手から直撃すると相手が蒸発してしまうほどの威力を持つ光線を放つ「消去（デリート）プロミネンス」と、背中のとげから発するエネルギーにより発生する隕石を敵にぶつける「邪神（キング）アンゴルモア」（その破壊力は山1つ吹き飛ばすほど）を持っている。
漫画ではリゾット・キャベツと対決し、彼らを破って勝利した。グランドパーティーではブーケガルニとともにコロッケ・ウスター・プリンプリンと対決し、コロッケのウードンをもスーツのとげで止めるなど圧倒的な強さを見せる。死闘の末、遂にブラック禁貨を手に入れた直後、マッシュ王がマッシュ星の民を全員抹殺し、自分たちを捨て駒扱いしていたという事実を知ってしまうが、ここで任務を中止すれば今までの自分の人生を否定することになると考え、王の命令に従うことを決意し、自分を止めようとしたブーケガルニを殺害。そのことでコロッケの怒りを買いハンバーガーで大ダメージを受け、お返しにと放った「邪神アンゴルモア」も、仲間たちの思いを受けて威力が上がった超極大のハンバーグーの前に砕かれ、ついに敗北。王の本性を知ったことには密かに王に対して憤りを覚え、最終的に命令に背いてチェリーにブラック禁貨を入れ、マッシュ星とマッシュ王を消滅させると共に力尽きた。その後、バン王によって生き返った。
『BLACK LABEL』では当初はシャトーブリアンの心の中に潜む影として39話から登場しており、彼に母親と弟、義父を殺害させることを仕向けた黒幕である。リゾットとの戦いで憎しみや復讐心を失い、改心したシャトーブリアンを用済みと見なしてリゾットごと消滅させた後、47話ラストでコロッケたちの前に姿を現した。シャトーブリアンが5歳の頃から彼に憑依して、好きなように操っていた。
前作のコロッケたちとの戦いから5年後（最終回からは4年後）、彼らは宇宙船内に戻り地球の様子を眺めていたが、マッシュ星人である彼らは地球人の約100倍の寿命を持っている上、最早帰る星も生きる目的も無くなったことに焦燥感を抱いていた。ところが地球上ではバンカーによる禁貨を巡る争いが激化し過ぎたことで、コロッケが最終手段としてバン王に「この世から自身を含むバンカーと、禁貨を全て消す」という願いを叶えてもらい、地球からバンカーと禁貨は全て消滅した。しかし、ビシソワーズ兄弟とスズキが貯めていた禁貨はバン王の力の範囲外である宇宙空間にあったため、消滅を免れた。兄弟たち4人はその後地球に移住し、ひっそりと幸せに暮らすも、ユバは「地球では強過ぎるから」という理由で地球には行かず、宇宙船内に残った。
それから500年間は一人で将棋をしつつ、宇宙船内で地球の様子を眺めていたが、コロッケが争いの原因となるバンカーと禁貨を全て消滅させたにもかかわらず、結局は争いを続ける地球人たちに怒りと失望を感じたことと、並びにスズキが貯めた禁貨を見て「やっぱりゲームは一人より、みんなでする方が面白い」という考えから、バン王を召還し、「コロッケとその仲間たち、並びに500年前に消滅したバンカーたちを全員生き返らせる」という願いを叶えた（その際、人数が多すぎることが原因で復活したバンカーは年齢変更、性転換など外見が変わったり、能力変化などのバグが起きた）。
『BLACK LABEL』の物語の発端の人物であり、再びブーケガルニを殺害してブラック禁貨を奪った後、メンチを誘拐し、コロッケに「メンチを返して欲しければ、一週間後までに雪と氷の館に来い」と言い残し、姿を消した。
52話からは一週間後、やって来たコロッケと激突。
ブーケガルニ〔ブーケガルニ〕
声 - 下屋則子
ビシソワーズ家の兄弟の紅一点。赤いツインテールと虚ろな目が特徴的な少女。服装はゴスロリ仕様になっており、上は黒いホルターネック、下はボリュームのあるスカートのセパレートタイプで、へそが出ている。ブラック禁貨の存在を感知する能力を持っている。ゲーム版ではユバを様付けで呼ぶ。
漫画ではフォンドヴォー・ヤキソバ・ルッコラと対決。フォンドヴォーを操り、仲間同士で戦わせるという非情な戦法で勝利した。指先から伸びる糸で人形や敵を自在に操れる。グランドパーティーでの死闘の末、ブラック禁貨を手に入れるが、マッシュ王がマッシュ星の民を全員抹殺し、自分たちを捨て駒扱いしていたという事実を知り、深い絶望感に駆られる。メンチに入れられる寸前でユバからブラック禁貨を奪い説得を試みるが、消去プロミネンスによって殺害された。その後バン王によって生き返った。必殺技は糸で相手を拘束して操る「パペット×マスター」と、自身のダミー人形から凄まじい威力の破壊光線を放つ「ビカ×ビカ」。
『BLACK LABEL』では、48話から他の兄弟と共にユバを排除するために登場する。地球では地球人の男性と結婚して家庭を築き、一児を授かり平和に暮らしていたが、眼帯に隠していたブラック禁貨をユバに感知され、再び消し去られてしまった。
スズキ〔鱸〕
声 - 久嶋志帆
ビシソワーズ家の兄弟の一人。マジシャンの格好をした少年。一人称は「ぼく」。「 - にゃ」が口癖。明るい性格だが本性は残忍な性格で、本性が表に出た時は凶暴な顔に変貌し、目は白目の部分が黒くなり牙を尖らせた顔になる。コロッケがスズキ部屋の温泉を堂々と全裸で泳いでた時に呆れるなどコミカルな一面もある。相手を封印し、一週間で完全に消滅させる力を持つ「魔ジカルハット」と呼ばれる大きなシルクハットを被っており、これをいくらでも出現させる能力を持っている（ただし「魔ジカルハット」は一つだけで、他は普通の帽子）。魔術で何かを出現させる際は「スズキーニャ」と呪文を唱える。
必殺技は手に持っているステッキの動きに合わせて念力のような力で相手を動かす「運命（デスティニー）ステッキ」とステッキの先端を尖らせて相手を突く「串刺し運命（デスティニー）ステッキ」。
漫画ではバン王を捕らえ、ビシソワーズパーティーでコロッケ・レモネードと対決し、弟・シトロンであるレモネードを誘惑しようとするも、水のレーザーに胸を貫かれる。裏切り者の彼を「完（ファイナル）・運命（デスティニー）ステッキ」で殺害すると同時に自身も死亡したが、バン王によって生き返った。
『BLACK LABEL』では、48話からユバを排除するために登場する。
レモネードのことは当初は本名の「シトロン」と呼んでいたが、『BLACK LABEL』49話では「レモネード」と呼んでおり、彼を助けに行くことを提案するなど、兄弟とレモネードとの関係は修復されている。
ストロガノフ〔ビーフ・ストロガノフ〕
声 - 三浦博和
ビシソワーズ家の兄弟の一人。かなりの巨漢だが赤ちゃんのような格好をしており、しゃべる代わりに「バブー」と泣いたり（ゲームでは普通に言葉を話しており、一人称は「ボクちゃん」で赤ちゃん言葉で喋る）おしゃぶりを咥えたりよく眠ったりしている。普段はおとなしいが、おしゃぶりが取れると、手が付けられなくなるほど凶暴になる。
漫画ではウスター・T-ボーンと対決し、ウスターにトドメを刺そうとしたところ、花を踏み潰してしまったため、マッシュ星を見て変身したT-ボーンの攻撃によって跡形もなく吹き飛ばされ死亡したが、バン王によって生き返った。
『BLACK LABEL』では、48話からユバを排除するために登場する。
ウズラ〔鶉〕
声 - 鈴木琢磨
ビシソワーズ家の兄弟の一人。一人称は「ワシ」で、広島弁に似た喋り方をする。暗い顔をしたテディベアのような姿をしており、胴体と同じくらいの大きさの壺を背負っている。兄弟の中で一番小柄。タロいわく「ああ見えて一番えげつない攻撃をしてきてつらかった」らしい。ゲーム版ではネガティブな性格で「すいません、すいませ〜ん」などとよく懺悔する。
漫画ではなかなか戦おうとせず炬燵の中でじっとしていたダイフクー・プリンプリンに痺れを切らし襲いかかる。兄弟のユバやブーケガルニに毎回ボコボコにされているという理由でグランドパーティー会場へ行くのを拒んでおり、早く自分に勝って会場に行ってほしいと土下座までしている。
部屋から逃げようとしたプリンプリンを巨大化して叩きのめそうとするもトラップウンチに引っかかり、結局、プリンプリンが誤ってグランドパーティ行きの扉をくぐってしまったため、事実上の敗北となる。兄弟の中で唯一死亡しなかった。必殺技は壷からビームを放つ「ハニー砲」（名称はゲーム版より）など。また、全力で戦う際には全身の筋肉が肥大化する。
『BLACK LABEL』では、48話からユバを排除するために登場する。
シトロン〔シトロン〕
兄弟の中で一番末の弟。5人が封印される際、地球外の宇宙船で眠っていたため、唯一封印されなかった。ユバの願いで眠りから目覚めて地球に舞い降りる。後にその正体はBB7の#レモネードだと判明した。

### アブラミーとその手下
アブラミー〔脂身〕
声 - 三宅健太
第1話から登場しているバンカー。一人称は「オレ」。自称「バンカー最強の暴れん坊」で自信過剰な性格で怪力の持ち主だが、実力はコロッケたちには及ばない。コロッケからは「おっさん」と呼ばれていたが、「次の王様だ〜れだ大会」（アニメでは「ドリ禁大会」）以降は名前で呼ばれる。劇中では緊張感のある場面でよく登場するが、その度にコロッケやその仲間、第三者に倒される、もしくは返り討ちに遭うなど、所謂やられ役や噛ませ犬として物語の進行役を確立していく。
バンカーサバイバルでは一回戦の最後で転んでしまい風船が破れ、失格。以降は登場するたびに様々なパワーアップを経て各大会に出場するが、いずれにおいても敗れている。裏バンカーサバイバルの時はタンタンメンに追い出されてしまい、自力で斜塔の壁をスージー・ニックと共に這い上がるが、アンチョビの攻撃の巻き添えを食らい落下。タロが埋まったアブラミーを地上に出したとき、彼の首にはまっていた鎖によりピザの斜塔が崩壊した。
『BLACK LABEL』ではコミックス2巻の描き下ろしストーリーに登場。善人として復活しており旅館の女将に変装して、かつて敵対関係だったコロッケを応援する立場となっている。7巻ではプリンプリンが集めた禁貨がアクシデントでアブラミーの頭の貯金箱に入り、バン王を呼び出し、「オレたちを助けてくれ」という願いを叶えてもらい、スージー・ニックと共にバン王に救出された。
アニメのドリーム禁貨サバイバルでは、謎の老人（声 - 緒方賢一）（実は詐欺師）から購入した「ハイパーギガスーツ」というスーツを装着して「ハイパーアブラミーギガストライカーモードDA」となって、T-ボーンと対決するが、リスに変身したT-ボーンに敗れる。コンソメバトルトーナメントでは自身の体格を自在に変化させられるようになり、フードを着用した小男に扮して参加。その姿を「弱そう」と判断して自身を対戦相手に選んだプリンプリンと対決し、コロッケのハンマーと同じマンモス3頭分の重さの手鍋を武器に使うが、敗れる。凹んだヘルメット型バンクを持つ（凹みはコロッケやリゾットの攻撃によるもの）。好物は「脂身ラーメン」という非常に脂っこいラーメン。また、T-ボーンと同じくらい知能が低い。夢は世界征服。
必殺技は相手を地面に押し付け埋める「怒すこいプレス」。
スージー・ニック〔スジ肉〕
声 - 保志総一朗
アブラミーの手下。アブラミーを尊敬しており、アブラミー型バンクを持つ。手からミミズのような縄状の物体を出す「スージーワーム」という技を使う。
原作では初登場時に自身の愛車をコロッケ一行によってグランシェフ王国への移動手段に使われ、自身の車がガソリン不足になったため、コロッケのハンマーで車ごと飛ばされてしまう。裏バンカーサバイバルの時はアブラミーと共に追い出され、壁を這い上がるが攻撃の巻き添えを食い落下したものの、カラスミに救われた。夢はアブラミーの願いをかなえること。原作では準レギュラーだがアニメでは1話限りの登場でアブラミー共々リゾットにあっけなくぶっ飛ばされた。
『BLACK LABEL』ではアブラミーの経営する旅館の従業員として、アブラミーを支えている。
グレートアブラミー軍団
バンカーサバイバル出場者。第一回戦で敗退し、敗者復活をかけて第二回戦でコロッケたちくまさんチームの障害となったが、あっさり敗北した。
ホイコーロー〔回鍋肉〕
声 - 伊崎寿克
グレートアブラミー軍団の一員。自称「リトル魔術師（マジシャン）」で、覆面を被った小柄のバンカー。バンカーサバイバルにおいてはコロッケとウスターによる「おしっこ作戦」の3人目の犠牲者。その後、敗者復活戦のチャンスをつかむもプリンプリンに倒される。枝の杖を持っているが、これはバンク。夢は伝説の杖を手に入れること。
ブロッコリー〔ブロッコリー〕
声 - 坂口候一
グレートアブラミー軍団の一員。自称「南海の破壊王」。バンクはダンベル型。筋肉質で強面のプロレスラー然とした容姿だがコロッケたちにあっけなく倒される。バンカーサバイバルでは戦う前にポーに悪態をついて風船を割られ、中に入っていた特殊な粉を浴びて石像のように固まってしまう。その後の敗者復活戦でもリゾットにあっけなく倒された。
コノワタ〔このわた〕
声 - 土屋利秀
グレートアブラミー軍団の一員。本人いわく「哀愁の52歳」で、中年男性の容姿をしたバンカー。バンカーサバイバル一回戦で早々風船を割られて石になっていた。コロッケたちに発見された際には黒い帽子とマントという出で立ちから黒マントの男に間違われた。その後、敗者復活戦でアブラミーたちと共にコロッケたちを迎え撃ち、その際に歯がギザギザになり手の指が鋭くなっている描写があることから、バンカーとしての実力を示唆したが、フォンドヴォーにあっけなく倒される。最後まで敵だったが最終話では多くのバンカーと共にバーグを生き返らせるために禁貨を集めた。夢は若返って青春を取り戻すこと。バンクは丸顔。
アニメでは観光バスの運転手としてコロッケたちと再会しており、犬になったままのT-ボーンをメス犬と思い、「ピンクちゃん」と名付けて飼っていた。
『BLACK LABEL』3巻の書き下ろしでは顔以外フォンドヴォーに似た容姿で復活した（本人もこの容姿をかなり気に入っている模様）が、第2回王様だ〜れだ大会で彼と勘違いしたT-ボーンによって吹き飛ばされる。
ババロア〔ババロア〕
声 - 西村朋紘
グレートアブラミー軍団の一員。カメレオンのような姿をしている。バンカーサバイバルではウスターとコロッケのスキを見て倒そうとしたが、「おしっこ作戦」によりあっけなく惨敗。その際、「3人で協力すれば上手くいく」と仲間入りをしようと命乞いしたが、コロッケに拒否されて風船を割られ石になり、10人目の犠牲者となった。さらに、コロッケに頭の上に乗っかられてそこからオシッコを掛けられるという悲惨な目に遭う。敗者復活戦でもウスターにあっけなく倒された。最後までコロッケと敵対していたが最終話では多くのバンカーと共にバーグを生き返らせるために禁貨を集めた。
アニメでは透明になれる能力を活かしてコロッケを翻弄する健闘を見せた。夢はレストランを経営すること。バンクはパンツの中に入っているガマグチ。必殺技は「七色七変化（なないろしちへんげ）」や「迷彩アタック（めいさいアタック）」。

### バンカーサバイバル出場者
ドリアン〔ドリアン〕
声 - 園部啓一
体が機械に改造されているバンカー。バンクは爆弾型。必殺技は手のマシンガン攻撃「ドリアン連弾」と、アニメオリジナル技の尻から光線を放つ「ドリアン砲」。ゲーム版では上半身からマシンガンやレーザーを放ち、足の裏からはミサイルを発射する。
原作ではバンカーサバイバルでコロッケが黒マントの男（アンチョビ）に放ったバーグ版「ハンバーグー」の盾にされて重傷を負うが、最終回ではコロッケに力を貸したバンカーの一人として再登場しているため、一命を取り留めたことが示唆されている。アニメでは命を落としかけたのをコロッケに助けられ、大会側が病院に搬送したことにより復活。そのことからコロッケには恩を感じており、再会後はコロッケたち一行を支えるドライバーとなった。自称「ある時は非情なバンカー、またある時はギンギラギンのトラック野郎、その実態はしがない五人の子持ち（妻子は全員ドリアンと同じサングラスをかけている）」。ドリーム禁貨を届けている道中、コロッケたちを援護するため「ドリアン砲」を放ちコンペイドールたちと共に散るが、後に復活。
ギャグコロ版ではコロッケたちをエクレアの館に運び、その後エクレアから生きてるバンクを元の持ち主に返すことにした。
読者投稿のコーナーにて彼の名前の由来を「ドリア」だと勘違いした読者からオリジナルバンカー「グラタン」が投稿されたことがある（夢はドリアンを生き返らせること。当時は死亡したことになっていたため）。
後年発売された新装版2巻『FGVer.』の巻末おまけ漫画によると、アニメスタッフに気に入られたキャラクターの1人になったことが語られている。その理由をドリアン自身は「自身のヒゲに大人の魅力を感じたのだろうか」と分析していたが、ウスターは上記のアニメで使用した技「ドリアン砲」を例に「面白キャラとして使えるから」と分析していた。そのことを指摘されたドリアン自身にとっては黒歴史として恥じていた。
『BLACK LABEL』では9巻（43話）で登場し、シャトーブリアン軍と一戦交えた。
クシカツ〔串カツ〕
声 - 川島得愛、GBA2版のみ坂口候一
忍者バンカー。バンカーサバイバル1回戦で一人になり、自身の罠に掛かって動けなかったウスターを襲うがコロッケが間一髪のところで助けに入り敗北。風船は割られなかったものの、竹トンボよろしく空の彼方に吹き飛ばされた。後に2回戦で脱落。
原作発表時には大きく書かれていたが、サバイバル以降には番外編にて再登場するも、滝行中に頭にメンチが落ちて倒れる姿以外登場していない。
アニメではその後、行き倒れとなっていたところをマスカットに助けられ、お手伝いとして（無一文だったため）家事をしていた。夢は「忍者学校」の設立。
必殺技はコマのように回転して相手を切り裂く「忍法人間手裏剣（にんぽうにんげんしゅりけん）」。ゲーム版ではクナイや影分身も使う。
オクラー〔オクラ〕
声 - 茂木優
バンカーサバイバル1回戦で突然コロッケに襲い掛かり、返り討ちに遭ったバンカー。鋭い爪が武器。夢は楽しいテーマパークを作ること。
アニメでは名前がフグチリ〔フグチリ〕となっており、オクラーは彼とは別のバンカーとなっている。また、「バンカー界一の曲芸師」と自称していた。
ドンブリ〔丼〕
一般人になりすまし、バンカーサバイバル1回戦を勝ち抜いた少年バンカー。2回戦敗退。夢は世界中のゲームを集めること。
梅にぎり〔梅にぎり〕
声 - 相沢正輝
マッチョなオカマバンカー。相手の顔を引っ張る「梅ちゃんの顔広げ（うめちゃんのかおひろげ）」という技を使う。
原作ではモブキャラクターだったが、アニメではコロッケと対戦しており、コロッケに「オカカニギリ」と名前を間違って覚えられてしまう。オカマ口調だが激昂すると男口調になり一人称は「俺」に変わり「クソ坊主」など汚い言葉も使う。バンクはブラジャーで、夢はステキなお嫁さんになること。
レバニラ〔レバニラ〕
声 - 茂木優
全身が毛皮に覆われている野人風バンカー。バンカーサバイバルで試合前にアンチョビに脳天をかち割られ、敗退。夢はアイドル歌手。両手両足を使った高速移動が得意。アンチョビにやられるシーンでは、当時作者の描き忘れのミスによりフルチンになっており（単行本では描かれている）、『BLACK LABEL』においてネタにされている。
ゲームオリジナルの必殺技は舌で相手を絡め取り、エネルギーを吸収する「アナコンダバキューム」。原作では「ウガ」しか話せていなかったが、アニメや『BLACK LABEL』では人語を話せるようになっている。
『BLACK LABEL』では第2回王様だ〜れだ大会でT-ボーンと対決。フォンドヴォーの形見のバンクを馬鹿にされたことに怒ったT-ボーンの攻撃を喰らい、パンツを破かれて逃走した。
ビフテキ〔ビーフステーキ〕
声 - 大西健晴
肉食獣のような姿をしたバンカー。バンカーサバイバル1回戦でコロッケとウスターの「おしっこ作戦」に引っ掛かり脱落。
原作ではモブキャラクターだったが、アニメでは原作のババロアの役回りをほぼ受け継いでおり、2人のおしっこ作戦に引っ掛かった際に仲間になろうと取り入るも、風船を割られ脱落。固まった状態でコロッケに落書きされた。また、「バンカー界一の知恵男」と自称していた。

### 王様だ〜れだ大会
XO（エックスオー）〔XO醤〕
声 - 鈴木琢磨
次の王様だ〜れだ大会の司会者兼審判。世界平和を掲げながら、裏でニセ禁貨をバラ撒いている「世界なかよし協会」の一員。ハンマーを背負ったコロッケを指一本で持ち上げる怪力の持ち主であり、バンカーとしての実力も伴っているが、後述の理由により小悪党的な行動や、一度は失格扱いにしたコロッケたちに「5人全員でクリアするのが条件」と言いながらポーズを取るなど、コミカルな描写が目立つ。一方で、ウスターが脱落した「リゾットチーム」に加入してチームとして戦うことを嘆願したキャベツの要望を、「国民の期待を裏切らないようにする」というカラスミの要請を受け入れて許可するなど、フェアな一面もある（本人曰く「自分もちゃんと大会を開いて帰らないと、本部の上司に何を言われるかわからない」とのこと）。背中や両足にジェットパックを着用して飛行することもある。
上司の命令で協会の実態がバレないように、グランシェフ王国の次の王様だ〜れだ大会のジャッジとして潜り込み、スキを見て国宝の禁貨ゴーグルを手に入れるも（その際、「禁貨ゴーグルを使って集めた禁貨で世界の王となるなど、好きな願いを叶えられる」と豪語する野心家の一面を見せた）、コロッケに倒され禁貨ゴーグルを取り返される。裏バンカーサバイバル編ではタロ・ダイフクーに捕まり、裏バンカーサバイバルの真実を話すもテトを誘拐し、飛び去っていくがリゾットとフォンドヴォーに倒される。
アニメではそのような設定はなく、国王夫婦が生きていることを知ると大会を中止してその場を去ったなど、司会者として終始公平な立場を貫いていた。
原作では髪の色は緑で服の色は青だが、アニメでは髪が黒で服は白くなっている。

### 裏バンカーサバイバル出場者
ガラムマサラ〔ガラムマサラ〕
裏バンカーサバイバルに登場したバンカーだったが、入り口に入る前に、クスクスの「土蜘蛛シャワー」によりあっさり倒された。
ナゲット〔チキン・ナゲット〕
裏バンカーサバイバルに登場したバンカー。第2階戦、ネズミのような前歯が特徴で小柄な容姿をしている。寝ているT-ボーンに攻撃を仕掛けようとしたが、T-ボーンが寝ぼけて振り回した骨ヌンチャクが当たり、倒されたがピザの斜塔崩壊で復帰。
スコンブ〔酢昆布〕
裏バンカーサバイバルに登場したバンカー。コートを着用したタラコ唇の男。第3階戦の初めで禁カブトを手に取った瞬間、ニガリに倒されるがピザの斜塔崩壊で復帰。
ラズベリー〔ラズベリー〕
裏バンカーサバイバルに登場したバンカー。第3階戦でヤキソバによる脅しに解放されたリゾットに即座に倒されるが、ピザの斜塔崩壊で復帰。
テバサキ〔手羽先〕
裏バンカーサバイバルに登場したバンカー。翼を持ち、空が飛べる。テトが持つ禁カブトを狙ったが、運よく生き残り舞い戻ったフォンドヴォーのハンバーグーにより倒される。ピザの斜塔崩壊で復帰。オカマ口調で喋る。
ペンネ〔ペンネ〕
裏バンカーサバイバルに登場したバンカー。グルテンが脱落した時、ピカタと共に最後の禁カブトをコロッケから奪おうとしたがやられる。しかし、ピザの斜塔崩壊で復帰。
ピカタ〔ピカタ〕
裏バンカーサバイバルに登場したバンカー。ライオンのような姿をしている。グルテンが脱落になった時、ペンネと共に最後の禁カブトをコロッケから奪おうとしたがやられる。ピザの斜塔崩壊で復帰。
ワタアメ〔綿飴〕
裏バンカーサバイバルに登場したバンカー。グルテンが脱落した時、自分のしかけた蜘蛛の巣のようなトラップに禁カブトが引っかかったものの、コロッケにとられてしまい脱落。しかし、ピザの斜塔崩壊で復帰。語尾に「だス」をつける。
マグロン〔鮪〕
裏バンカーサバイバルに登場したバンカー。影と一体化できる能力を持つ。黒服を着用。帽子の中はモヒカン頭。武器は右腕のカジキスラッシャー。第4階戦でコロッケと戦うが、影が出来ない空中に引きずり出され、敗れる。ピザの斜塔崩壊で復帰。
『BLACK LABEL』では第2回王様だ〜れだ大会に参戦。自身の能力でテビチを下したが、アンチョビに倒される。
グルテン〔グルテン〕
声 - 柿原徹也
裏バンカーサバイバルに登場したバンカー。どうにか禁カブトを捕まえて第3階戦を突破したものの、他のバンカーが禁カブトを捕まえるのを待っている間にニガリに倒され、脱落した。しかし、ピザの斜塔崩壊で復帰。ナルシストな性格。
本編では戦闘描写が存在しなかったが、ゲームでは肘を変形させてミサイルを発射したり全身から放電するなど、サイボーグであることを示唆するような技を使う。
スルメー〔スルメ〕
裏バンカーサバイバル編と別冊付録の読み切り、ポスターのみに登場したバンカー。ツタンカーメンのような姿をしている。夢は世界一巨大な墓の建設。

### その他の登場キャラクター
バン王（バンキング）
声 - 金田朋子（妄想では茂木優）
バンカーの神。禁貨を貯めたバンカーの願いを一つだけ叶えてくれる。ただし、歴史を変えるような願いや地球外からの願いは叶えてくれず、範囲は地球内限定で宇宙空間まで届くことは無い。また、他者を生き返らせる願いの場合は対象者が多過ぎると副作用で幼児化や大人化、性転換や能力変化といったバグが発生する場合もある。ゴーヤも簡単に倒せる。漫画ではビシソワーズ家に捕らわれたがコロッケたちによって助け出された。召喚条件は「バンク一杯に禁貨を貯めること」であり、正式な枚数は決まっていない。また、この禁貨は人の手が加えられる（加工される）と効力を失う。
アニメではコロッケの夢を始めバン王に会ったことがないバンカーたちの想像上の姿が存在する。そのため、バン王の姿を見たバンカーたちは自分たちの想像上の姿よりも格好良くない実際のバン王にガッカリしていた。
『BLACK LABEL』最終話ではテトの「みんなを幸せにして」という願いを叶え、コロッケの「バーグが黒マントの男に殺される」、レモネードの「孤児になり、ストリートチルドレンになる」という不幸な過去を改変した。
カッシー
声 - 伊崎寿克
「コロッケ!」の原作者。よく劇中に登場する。
アニメ版では家族と共に各大会を観戦しており、妻と娘のコッコはリゾットおよび覆面を外したプリンプリンやシャーベットをはじめとする美男子のバンカーにぞっこんで、その度に拗ねてしまう。
リゾットの父
声 - 長克巳
リゾットの父親で、グランシェフ王国の国王。カラスミらの侵攻によって捕らえられ、妻共々処刑されたかと思われたが、実際は四獣士になった折に彼らの処刑を任されたフォンドヴォーによって密かに匿われていた。
リゾットの母
声 - 山口由里子
リゾットの母親で、グランシェフ王国の王妃。カラスミによって捕らえられるもフォンドヴォーによって助けられる。
ジンジャー〔ジンジャー〕
ポスターのみに登場したT-ボーンに酷似した女の子バンカー。
クッキー〔クッキー〕
ポスターのみに登場した携帯を持った犬のバンカー。
オムライス〔オムライス〕
ポスターのみに登場したミイラのような姿のバンカー。
Mr.ベーコン〔ベーコン〕
ポスターのみに登場した豚のバンカー。読者考案のキャラクター。
チクワブ〔ちくわぶ〕
番外編に登場。コロッケの幼少時代、まだ幼かったプリンプリンと共に遭遇したバンカー。コロッケのハンバーグーによって倒される。夢は世界の高級車を乗り回すこと。
ドブロク〔濁酒〕
声 - 志村知幸
フォンドヴォーがバーグの弟子だったころ、戦ったバンカー。爬虫類のような姿をしている。口からの光線で攻撃を行う。しかし、自分より弱いバンカーなどから禁貨を奪っていたため、フォンドヴォーがこのことを叫んだ瞬間、突然攻撃した。間一髪のところでバーグがカバーするが、その時にバーグは片目を傷付けられた。最後はバーグにのされる。
アニメでは弟のウォッカ〔ウォッカ〕（声 - 志村知幸）がおり、彼がバーグの片目を傷付ける役回りだった。夢は一生お酒を飲み放題。
サトウ〔砂糖〕、スパ〔スパゲッティ〕、フライ〔フライ〕、エスカル〔エスカルゴ〕
「次の王様だ〜れだ大会」に参加した際にキャベツが家来兼チームメイトにしていた虫たち。アリのサトウとミミズのスパ、ハエのフライとカタツムリのエスカルで構成されている。ピロシキによって不可抗力で潰されてしまう。その後、キャベツによって作られた墓の周りにピロシキが春風の接吻によって大量の花を咲かせた。
ポリンポリン、ペリンペリン、ピリンピリン、ムリンムリン
声 - 岩田光央、山口隆行、村井かずさ、伊崎寿克
プリンプリンがモッツァレラの幻覚に魅せられた時に現れた弟たちで、全員プリンプリンそっくりだが、この他にも大勢いる他、覆面を外すとカラスミとそっくり。
サバミソ〔さばの味噌煮〕
ファンBOOK2掲載の短編に登場。リゾットの幼少時代、パエリアに108マシンガンを教えてもらうため、一人で初めて戦ったバンカー。指がドリル状に変形する。しかしリゾットが幼かったため、パエリアが援護したが勝てなかった。必殺技は「ドリル穴魂陀（アナコンダ）」。
アイスバイン〔アイスバイン〕
カラスミがまだDr.フォアグラーと暮らしていた時、部下とともにフォアグラーの禁貨ゴーグルを奪ったバンカーで、Dr.フォアグラー親子の人生を狂わせた元凶。
腕が鎖でできており、自在に伸ばすことができる。Dr.フォアグラーを殺した張本人とされていたが、フォアグラーは生きていた。その後バーグに倒され、ゴーグルはグランシェフ王の下へ返される。
アニメでは少年時代のアンチョビ・カラスミを甚振ったチンピラとして描写されていた。
ボロネーゼ〔ボロネーゼ〕
ファンBOOK4掲載の短編に登場。ウスターがまだコロッケと出会っていなかったころ、盲目の美少女・カナッペ〔カナッペ〕をなんとか禁貨の力で救うため、ウスターが必死に戦ったバンカー。強化ガラスの鎧をまとっているが、金属音が苦手。必殺技は「超豚（メガトン）ハンマー」。
ショコラ〔ショコラ〕
プリンプリンの愛犬。
パフェパフェ〔パフェ〕
プリンプリンの父親。原作では四獣士となったフォンドヴォーに追われていたリゾットを助け、自宅に匿う。その際、リゾットを守るために自宅の庭に無数のトラップを仕掛けている。ゲームでは武器の改造を行う。
パエリア〔パエリア〕
声 - 土田大
幼少時からリゾットに武道を教えている師匠。バンカーである。108マシンガンと本当の強さをリゾットに教えた。
漫画では回想シーンでのみの登場で、現在の状況は不明。
オコゲ〔お焦げ〕
声 - 巴菁子
バーグに「ウードン」を教えた老婆。ウェルウェル=ダンダン村付近の高い山に住んでいる。「ウードン」を完璧にコントロールすることができる。コロッケに「ウードン」をコントロールできるようにするためのトレーニングをさせ、同時に家事をさせることでキャベツを鍛えた。昼ドラの「愛のカルボナーラ」が大好きで、家事手伝いのキャベツもオコゲと一緒に見て大好きになった。
当初は「ガラムマサラ」と命名されていたが、長いという理由で没となった。また、「愛のカルボナーラ」は作者の前作『学級王ヤマザキ』からきている。
カルボナーラ〔カルボナーラ〕
昼ドラの「愛のカルボナーラ」の女役。
マスカルポーネ〔マスカルポーネ〕
昼ドラの「愛のカルボナーラ」の男役。軍人のような姿をしている。
ナカータ
特別編に登場。私立スポーツマン小学校（以下・スポ小）の生徒会長で、異様に長いマフラーとサングラスを着用している。そこではスポーツの部活が盛んなために放課後の校庭が混雑することを理由に、当シリーズでコロッケたちの通う私立バンカー小学校（以下・バンカー小）の校庭をかけた「裏バンカーサバイバルレース」（バンカー小の生徒たちが一時間以内に学校の裏山に立っている旗をスポ小の妨害を突破し、取れれば勝利）を提案する。
アイちゃん
特別編に登場。スポ小の天才卓球少女。裏バンカーサバイバルレースで坂を登るバンカー小チームに向かって大量のピンポン玉を飛ばして妨害し、コロッケにそれを指摘されると「サー?」とシラを切った。
ヤバラちゃん
特別編に登場。スポ小の柔道少女。裏バンカーサバイバルレースにてバンカー小チームを投げ技で妨害するも、アンチョビ究極体の「完全再生」によって脱げた皮だけを掴んでしまい、地面に頭をぶつける。
チャラポワ
特別編に登場。スポ小に通うテニス界のアイドル。裏バンカーサバイバルレースではその美貌でプリンプリンをマヅイの下まで引きつけた。
マヅイ
特別編に登場。スポ小の最強スラッガーで、顔が異様に大きい。裏バンカーサバイバルレースではバットとノックでゴール直前のコロッケたちをけん制するも、ダイフクーがバンカー小の校庭から腕を伸ばして旗を取ったため惜敗。
バラニクー〔バラ肉〕
番外編に登場。未来の世界に存在するアブラミーそっくりの頭部を持つポリスロボ。未来において禁貨を集め、「伝説のバンカー・コロッケと戦いたい」という願いを叶えたハムが、過去から転送されたコロッケとバンカーバトルが禁止されている街中で対決している様子を目撃。制止しようとするもハムにバトルの邪魔扱いされて突き飛ばされ、エアカーに轢かれそうになったところをコロッケに救出される。
大ばばさま（おおばばさま）
今は亡きT-ボーンの祖母（ひい祖母である可能性もある）。長寿を誇っていたが、ある時重病を患ってしまう。病床にて体質のため見ることのできない満月を指して「キラキラした丸い物を見たい」と言ったため、T-ボーンは彼女のために一生懸命それを探し、その結果手に入れたバーグの持っていた禁貨を見た彼女はその禁貨に満月を見て、感激した。
パン〔パン〕
最終回に登場した少年バンカー。母親の病気を治すために禁貨を集めている。コロッケに敗北するがメープルの発言から事情を知りその場を去ったため、持っていた禁貨はそのまま。武器としてブーメランを持っている。
メープル〔メープルシロップ〕
パンの妹。

### BLACK LABELからの登場キャラクター

#### シャトーブリアン軍
シャトーブリアン〔シャトーブリアンステーキ〕
殺人鬼。13歳。シャトーブリアン軍を率いてグランシェフ王国を支配し、バンカー中心の新しい世界を作ろうとしているバンカー。そのためにバンカー含む世界中の人々を納得させるため、第2回次の王様だ〜れだ大会を開催し、優勝を目論む。一人称は「オレ」または「ぼく」で、場合によって変わる。
自らの体内に他のバンカーを取り込み、その能力を使用できる「王家の烙印（ブランド）」という能力の持ち主。このため大会当初はカラスミの究極武装とタロのダジャレを使いこなし、アンチョビの完全再生とフォンドヴォーの不死身を取り込んだ。
十数年前、グランシェフ王国の王子兼バンカーとして生を受け（そのため、容姿はリゾットと瓜二つ）、母の懇願で普通の人間として育てられたが、怒りを抑えられない悪癖を持ち、5歳のころに優しい心を持つ弟のミスジの方が王に相応しいとされたため、事故に見せかけて母と弟を殺害。父の意向によって後の義父となる庭番と共に遠くで暮らすこととなったが義父は酒に溺れてしまい、バンカーであることを知られたことで罵倒されたため、家もろとも殺害した。
なお、45話でシャトーブリアンの中に潜んでいるユバが彼をそそのかし、彼に母と弟、義父の殺人を犯させていたと判明した。
「本格化」によって回復後、リゾットと一騎討ちをして、真剣勝負の楽しさを知りユバに反抗するが、それが原因でユバに消滅処分を受けた。その際、シャトーブリアンを助けようと引き止めたリゾットもその影響を受け、リゾットもろとも消滅してしまった。
ガパオ〔ガパオ〕
パインが偶然手にした禁貨を狙った。指と口内に銃が仕込まれており、それを武器とする。必殺技は「10本指（テンフィンガー）マシンガン」と「口蓋垂キャノン」。
マロングラッセ〔マロングラッセ〕
自称頭脳派で、バンクは帽子。金属をも溶かす酸の汗を分泌する。メンチに釣られてコロッケに敗北。必殺技は「快汗シャワー」。
ブリスケット〔ブリスケット〕
ひげ使いを自称しており、伸縮自在の顎髭が武器。溶岩の流れる洞窟でウスターを人質にとり、乱入したフォンドヴォーを溶岩に落とすがコロッケによって自分も溶岩に落とされてしまった。必殺技は「髭（ビアード）ドリル」。
イラブー〔エラブウミヘビ〕
とある町外れのパン屋に禁貨があると聞きやって来たが、アンチョビによって闇討ちされる。
クズキリ〔葛切り〕
コミックス2巻描き下ろしストーリーに登場。追撃隊隊長の肩書きを持つ侍のような風貌の男。シャトーブリアン軍で一番の剣士であり、タンタンメンに匹敵するほど冷酷な性格。普段の武器は刀だが、腕を伸縮自在の刃に変形でき「千人斬首刀（せんにんカッター）」という必殺技を持つ。犬に変身したT-ボーンに倒された。

#### 第2回次の王様だ〜れだ大会選手
スキニ〔すき煮〕
猛牛のような容姿を持ち、「ビッグホーン超特急（エクスプレス）」という技を使う。3ポイントを稼ぎ、ウスターを標的にするも乱入したコロッケに倒される。
テビチ〔てびち〕
5ポイントを稼いだことで威勢を張るが、マグロンの奇襲に敗れ去る。
ノパル〔ノパル〕
コミックス3巻書き下ろしエピソード内のウスターの妄想（ゲーム内の出来事）に登場。サボテンの姿をしており、道化師の衣装を着ている。ウスターに戦いを挑むも、腕を輪切りにされ逃走。語尾に「にょ」をつける。また、ゲーム内のアバターであるため、プレイヤーである本人が同じ姿と名前なのかは不明。
ザワークラウト〔ザワークラウト〕
ダイヤモンドの身体を持ち、相手を拘束する罠を張れる。また、右腕を剣にすることもできる。コロッケとウスターを拘束し、家来になることを条件にポイントを請求するもコロッケにあっけなく倒される。
ツナマヨ〔ツナマヨネーズ〕
細身の犬の姿をしたバンカー。臆病な性格で、逃げ足と隠れ身が速い一方、弱い相手には容赦ない。底辺バンカーゆえに一発逆転を目論見、大会の優勝を目指している。必殺技は相手の体内に大量のカロリーを注入するハイカロリーパンチ。
バーグと分離したばかりのコロッケを標的にするも、ブイヨン（フォンドヴォー）の乱入により形勢が逆転し、溜まったカロリーを燃焼させたコロッケのハンバーグーによって敗北。ポイントはフォンドヴォーによって奪われ失格となったものの、コロッケからその実力を評価されたことで彼に優勝を託す。バンクはりんご型。
モデルはぼくはガリレオのツナヨシ。
ヌクマム〔ヌクマム〕
ちょんまげを結った忍者のようなバンカーで、相手に気づかれないほどの素早さと二の腕に仕込んだ刃が武器。コロッケを背後から奇襲しようとするもキャベツに阻止され、彼の自爆によって敗北した。
ポルケッタ〔ポルケッタ〕
ドブロクに似た姿のバンカー。必殺技は口から光線を吐き出す激辛（レッドホット）ボルケーノと強化版の超・激辛（スーパーレッドホット）ボルケーノ。本格化が始まったコロッケの前に敗れ去る。
カラマリ〔カラマリ〕
右目に眼帯をした細身のバンカーで、死の光輪（デスチャクラム）の使い手。大会前半は目立たずに進み、終盤になってからポイントを貯めたバンカーを襲うことで追い上げようとしたが、リゾットに返り討ちにされる。衣装はスプラトゥーン風のジャージ（5巻の119ページ参照）。

#### その他のBLACK LABELからの登場キャラクター
パイン〔パイン〕
考古学者を父に持つ少年。父の名前はDr.アップル。禁貨を偶然入手し、父共々バンカーのガパオに狙われるもコロッケによって救われる。しかし禁貨は「持っていたら不幸になる」としてコロッケに回収された。後述のアニメオリジナルのパインとは別人。
タピオカ〔タピオカ〕
重い病気を患っていた少女。家は貧しい。父が禁貨を売った金で手術代を払えたことで回復した。名前はコミックス1巻の書き下ろしで判明し、レモネードとの出会いも描写された。
ピンチョス〔ピンチョス〕
ケバブ村の長たちを先祖に持つ少年で、自身も先祖代々受け継いだ「天空のヤリ」で毎年開催されるヤリ投げ祭りで優勝して村の長を目指している。
祭りの前日、昔から因縁をつけられているシュラスコ一家にヤリを壊されたがリゾットの励ましによって立ち直り、練習用のヤリでシュラスコ一家に挑んだ。その後、禁貨を貯めてバン王を呼び出したリゾットの願いによってヤリが修復された。
シュラスコ〔シュラスコ〕
ケバブ村に住むゴロつき一家で、代々村の長を務めてきたピンチョスの先祖に因縁をつけてきた。
シャトーブリアンの父
グランシェフ王国の国王。53歳。バンカーとして産まれてきた息子シャトーブリアンを普通の人間として育てるよう命じたが、妃とミスジを殺されたことでバンカーの力を恐れ、自身と同じ思いをさせたくない余り辺境の地に捨ててしまう。
実は自身もバンカーとして産まれており、力が暴走する度に国を案じる父王によって地下深くに幽閉され続けた末、力を制御せざるを得なかった過去を持つ。現代では王様だ〜れだ大会の決勝戦に会場を訪れ、息子の暴挙を止めようと謝罪するも聞き入れてもらえず、シャトーブリアンからコロットを庇い倒れる。
サフラン〔サフラン〕
グランシェフ王国の大臣で、容姿はパエリアに瓜二つ。シャトーブリアンがバンカーとして生を受けたことで生まれなかったことにしようとするが、国王夫妻の懇願で彼を普通の人間として育てる。しかし彼が妃とミスジを殺害したために国外へと追放する。
ミスジ〔ミスジ〕
故人。グランシェフ王国の第二王子で、シャトーブリアンの弟。兄ほど力が強くなく、むしろ弱虫と自称するも絵や勉強の才能に秀でており、何より優しい心を持つため周囲から兄よりも国王に相応しいとされたことに嫉妬したシャトーブリアンによって母もろとも殺害されてしまう。
シュクメルリ〔シュクメルリ〕
復活したばかりのコロッケを襲ったバンカー。全身タイツを着た老人で、怪力と鋭い牙が武器。高所からコロッケを突き落とそうとしたが、乱入したバーグに一方的に叩きのめされた。
コロッケの母親
故人。名前は不明。グランシェフ王国の王女であり、バーグの妻。詳細は不明だがバーグと結婚し、コロッケを授かったが、息子を産んですぐに亡くなってしまう。コロッケに「本格化」の能力が現れたのは、母親がグランシェフ王家の王女であるからである。
コロッケのツインテールの髪型は母親譲りである。

### アニメオリジナルキャラクター
アニメオリジナルキャラクターのデザインは、基本的に全て作者が手掛けている。『BLACK LABEL』では本編には登場せず、表紙に描かれている。52話、最終話ではドロップとキャンディー、シャーベットとハンペン、ウインナーが逆輸入され、ゲスト登場した。
ドロップ〔ドロップ〕
声 - 清水愛
セミロングの金髪で後ろ髪はカールし、赤いリボンをつけた少女。原作基準のストーリーではただ戦いを観戦するのみだった。
バンカーであることを隠しながら、バンカーに声をかけ、マネージャーと称してそのバンカーが集めた禁貨をこっそりいただくという手を使っていた。当初はラオチュウのマネージャーをしていたが、コロッケと出会って以来は戦闘に参加するようになる。願いは大人になって片思いをしているマロン（後述）と結ばれること。そのため子供扱いされるのを非常に嫌がる。口癖は禁貨入手時に言う「チョッ禁!」。トンコツ曰く、身長は140cm前後。
実家は道場の家系で、門下生の一人であるマロンに密かな想いを寄せているが、彼が姉のクリーム〔クリーム〕と仲が良く、このままでは姉に先を越されてしまうと焦ったことから家を飛び出し、バンカーとなった。
初対面のウィンナーにいち早く声をかけたのも彼女であり、度々ウィンナーに気があるかのような素振りを見せる（ウスターとプリンプリンに冷やかされたこともあった）が、本人はあくまでもウィンナーへの恋愛感情については否定している。
必殺技は手を上に上げ、バレリーナのように回転しながら両足で相手に突っ込む「レインボーパールギャラクシア」、高速回転してブラックホールのようになり、周りのものを吸い込んだり、相手を引き寄せ蹴りを叩き込んだりする「ブラックパールグラビティ」、ブラックパールグラビティで吸収したエネルギーを一気に投げつける「エヴォリューションスマッシュ」などがある。
『BLACK LABEL』最終話ではキャンディーと共に登場し、モッツァレラと邂逅。他のバンカーと一緒に禁貨を集めており、バン王を呼び出すのに協力した。
キャンディー〔キャンディ〕
声 - 城雅子
ドロップの持っている生きたバンク。外見はリボンをつけたピンクのワニ。
作者が描いた漫画『超番ワニオ』に登場した主人公「木村ワニオ」がモデル。初期デザインは目のデザインが微妙に違っていたが、スタッフの要望により現在のデザインになった。
ドロップにとっては可愛い妹であり、ドロップがバン王に金貨が貯まっても壊れないようにしてほしいと願い、メンチ同様壊れなくなった（同時に特別サービスとして全ての生きたバンクが二度と壊れないようにした）。
シャーベット〔シャーベット〕
声 - 野島健児
生きてるバンク共の会編で初登場。一人称は「私」だが、稀に「俺」になる。小豆色のスーツを身にまとい、髪型は逆立った金髪で、仮面で目元を覆っている。彼の父・ジェラード〔ジェラート〕（声 - 中村秀利）はバーグと張り合うほどの強さであり、コロッケが赤ん坊の時にも会っている。彼のバンク、ハンペンも生きているバンクであり、彼は「仲間はハンペンしかいない」と言っていたが、コロッケたちと出会い絆が生まれる。願いは秘密にしている。
一見強くて頼もしそうだが、アニメ版でのバトルでは苦戦や敗北をすることが多い。そのため、本人が戦闘に出ることは少ない。
戦いの状況や核心を早い段階で把握する洞察力の持ち主で、事態が飲み込めない仲間に解説することが多い。いささか難解な言葉を多用する堅い口調が特徴で、「〜（だ）というのか」が口癖。
必殺技は氷の結晶を円盤状にして投げる「コールスロー」、「ハンバーグー」の氷バージョンのような、腕を凍らせ殴る「アイスブラスト」など。コールスローは巨大化させ上に乗ることもできる。
『BLACK LABEL』最終話ではハンペンと共に、1コマだけ登場した。
ハンペン〔はんぺん〕
声 - チョー
シャーベットのバンク。ペンギン型。アニメ初登場時は、エクレアの誤解でツユダク一味によって屋敷にメンチ、トリュフらと共に幽閉されていた。生きているバンクの兄貴分である。またシャーベットへの愛は強く、彼がサラミッドでレリーフにされてしまうとハンペンも敵の技を自ら喰らい、レリーフと化した。
ウインナー〔ウインナー〕
声 - 皆川純子
ドリーム禁貨編で初登場。髪の色は緑色で、前髪は長く片目を隠し、後ろ髪も極めて長いので首のあたりで黄色い紐で結ってある。
極めて穏やかな性格で、かつ仲間思いの心優しい少年。口調も穏やかで、言葉遣いもかなり丁寧。一人称は「僕」。夢は誰もが仲良く暮らせる「みんなともだちランド」（ゲームやアニメの一部の話では「みんななかよしランド」）を作ること。バンクは本型。飛行船の操縦ができる。
「愛」という言葉を多用したり、相手を説得したり、平気でクサいセリフ（例：「僕は本当の風になる!この谷を吹き抜ける、蒼い、蒼い風にね!」「ドロップ、もしよかったら、その涙のワケを訊いても良いかい?」など）を言う一面がある。また戦いではフェアプレーの精神を大切にし、卑怯な作戦で勝利することを「純真な子供の心を裏切る」ため潔しとしない。プリンプリンとはあまり反りが合わない。
作者が描いた漫画『嵐のJボーイ ぶっとび闘人』に登場したキャラクター「大童陸」がそのままモデルになっている。
風を用いた必殺技を使う。風を集中させて弾丸のようにして放つ「風のエチュード」、竜巻を起こす「風のシンフォニー」、二発の竜巻を発生させる「風のデュエット」、超強力な竜巻を発生させて相手を吹き飛ばすことができるが、使った後著しく体力を消耗する「風のレクイエム」などがある。本人は「風を操るのではなく友達になる」と言っている。また、戦闘において現状を把握する洞察力も優れており、頭脳戦も得意。
『BLACK LABEL』では52話で、後ろ姿として本編に登場しており、最終話でも1コマだけ登場した。

#### ドリーム禁貨編
クサモチ〔草餅〕
声 - 藤本譲
カマメシ公国の国王。
デンガク〔田楽〕
声 - 志村知幸
クサモチの使い。バンカーサバイバル終了後、コロッケたちを迎えにやってくる。
原作では次の王様だ〜れだ大会の観客として登場している。
ボルシチ〔ボルシチ〕
声 - 梁田清之
1回戦でウィンナーと戦った蜘蛛男。手足の長い中年男性。ウィンナーを苦戦させるが最後はあっけなく「風のシンフォニー第5番」に吹き飛ばされて敗北。夢は世界一のアクションスターになること。
顔は作者が描いた漫画『やったね!ラモズくん』の主人公、「ラモズ」がモデルになっている。
武器は両手から発射する蜘蛛の糸「デーモンワイヤー」。この蜘蛛の糸で作った棍棒のような武器「デーモンブロー」はダイヤモンドより500倍硬い。
ウスターの初恋の相手
声 - 根谷美智子
それぞれの名はミルク、カマンベール、スモモ、キャロット、イチゴ、ティラミス、ヨーグル、プルコギ。
ミルクを除き、全員同じ顔。ドラマのような演出で回想シーンが流れるのが定番である。キャロットとイチゴはモッツァレラの幻影でのみ登場。
ミルク〔ミルク〕
声 - 根谷美智子
ウスターの学生時代の初恋の相手。ウスターのクラスに転校してきた少女で、彼と親しい関係を築いていたが、再び転校し離れ離れになってしまう。数年後、ウスターと偶然街中で再会するが、既に別の男性（ただし口元の露出と後ろ姿のみで、直接顔は登場していない）と結婚しており、子供も授かっていた。
ミルフィーユ〔ミルフィーユ〕
声 - 根谷美智子
4回戦でウスターと戦った上記のミルクにそっくりな女バンカー。しかし実はニューハーフだった。色気でウスターをメロメロにさせて苦戦させたが、ウスターに男だと気付かれた後、ミルクとの思い出を汚された思いから激怒したウスターに敗北する。
武器は新体操のリボンで、「ごめんあそばせ」と言いつつ相手の体に巻きつけて振り回す。
ラクガン〔落雁〕
声 - 屋良有作
スキンヘッドの巨漢。ドリーム禁貨サバイバルの決勝戦でプリンプリンと対決する予定だったが、コロッケたちが勝ち越したので出番はなかった。金平糖を食べることで体を金属状に変化（手を金属状の武器に変化させることも）させたり、巨大化することができる。大会の後にコンペイ党党首であることが判明し、巨大化してコロッケたちと対峙。全力で戦ったコロッケたち一行を大苦戦させた。しかし、空気で膨らんでいただけらしく、プリンプリンを踏み潰そうとするがウンチ棒の先が足に刺さり、空気が抜けて元の大きさに戻ってしまう。「コンペイ党・炎の約束」という信条を持っており、「清く正しく」「いかなる時も情報公開」「人質は取らない」など、所謂正々堂々とした性格で潔癖症。夢はコンペイ党の団員を増やし、友達になることだったが、ウィンナーの説得でコロッケたちと和解し、今は「みんななかよしハウス」にいる。その時「コンペイ党・炎の約束」に「いかなる時も愛を!」を加えた。
カクザトー〔角砂糖〕
声 - 松風雅也
コンペイ党幹部。ドリーム禁貨の奪取のため、コロッケたちを執拗に追い掛け回している。ウィンナーとの戦いで、彼の長い髪が気に入らないと言い、自分の髪型を正当化するほどのキザでナルシストな男。人質を取るなど卑劣な手段でコロッケたちを追い詰めたため、コクトー共々ラクガンからお仕置き（2人で頭ごっつんをされ空高く投げ飛ばされる）された。ラクガンの「コンペイ党、炎の約束!」の掛け声で変なポーズを取る。
必殺技は蔓を伸ばして相手を捕らえる「クリーパービート」、葉っぱを飛ばして攻撃する「レーザーリーフ」、金色に光るリーゼントで攻撃する「ゴールドラッシュ」。ラクガン同様、最後は和解する。
コクトー〔黒糖〕
声 - 桜井敏治
コンペイ党幹部。ドリーム禁貨の奪取のため、コロッケたちを執拗に追い掛け回している。自慢の体脂肪はコロッケのハンバーグーさえ跳ね返してしまう。武器は巨大な飴「ベロリン棒」。ラクガンの「コンペイ党、炎の約束!」の掛け声で変なポーズを取る。ラクガン同様、最後は和解する。夢は食事や運動制限をせずダイエットをすること。
コンペイ党戦闘員（コンペイドール）
コクトー・カクザトーが使う泥人形で、金平糖の形状から人型に変化する。
スパム〔スパム〕
声 - 石塚運昇
「みんななかよしランド」の園長。眼鏡をかけた壮年の男性。
パイン〔パイン〕、キウイ〔キウイ〕
声 - 不明
「みんななかよしランド」で暮らす子供二人。
マロン〔マロングラッセ〕
声 - 三木眞一郎
ドロップが想いを寄せている青年。ドロップからの好意には気づいていないが、ドロップの姉のクリームと仲が良い。

#### 生きてるバンク友の会
エクレア〔エクレア〕
声 - こやまきみこ
「生きてるバンク友の会」の会長を務める幼い少女。サバランや会員たちからは「姫」と呼ばれる。バン王を呼び出すために生きているバンクが壊れてしまうのが可哀想なあまり、世界中の生きているバンクたちを会員たちに攫わせ、自分の屋敷に住まわせた。しかし、バン王がバンクを貯めても壊れない設計を全ての生きてるバンクに施したことを知り、バンクたちを全員解放する。自身もペガサス型の生きているバンク・トリュフ〔トリュフ〕を持つ。
実はコンソメバトルトーナメントの主催者で、当初は生きているバンクの保護が目的だったが、上記の件があったからといって中止するわけにはいかず、予定通り開催した。
サバラン〔サヴァラン〕
声 - 根谷美智子
上記のティラミスにそっくりなエクレアの護衛。実は男装の麗人だった。
ツユダク〔つゆだく〕
声 - 志村知幸
「生きてるバンク友の会」の会員でリーダー格である中年男性。二つ名は「あやかしの暗闇バンカー」。
必殺技は黒い液体を投げつけて爆破する「ダークスプラッシュ」、前述の大量のダークスプラッシュの爆発に何度も巻き込む「ダークスプラッシュコスモ」。コロッケと対戦し、敗北。バンクはドンブリ型。
ネギマ〔ねぎま〕
声 - 菊池正美
「生きてるバンク友の会」の会員。外見と口調から女のように見えるが、実は男。
紅白バンカー合戦で常に（不戦勝で）上位に入賞しているバンカーで、「殺戮の紅孔雀」の異名を持つ。大量の兵器を搭載したド派手な衣装を纏って戦うが、実は見かけ倒しで、あっさりキャベツに敗北。バンクはのし袋。
シバヅケ〔柴漬け〕
声 - 小西克幸
「生きてるバンク友の会」の会員。二つ名はヘルメットとサングラスを装備した別名「粘着の雨降らし」。天気予報風に喋り、「ウェザーブレイカー」という天候を操る技が得意。シャーベットと対戦し、敗北。バンクはショルダーバッグ。
トンコツ〔豚骨ラーメン〕
声 - 立木文彦
「生きてるバンク友の会」の会員。全身筋肉のオタク。女の子の写真を撮るのが趣味で、ネット上では「神の目を持つスナイパー」と呼ばれている。大した技を持たず、全然強くない。ドロップに敗北。バンクは紙袋。敗北後、ドロップが自分のバンクをカバンの中に入れようとした時に携帯で下半身部を盗撮して最終的に彼女を怒らせてしまい、思いっきり蹴り飛ばされ「本物の女の子はこりごりだー!!」と叫んで星になった。
デニッシュ〔デニッシュ〕
声 - 村井かずさ
「生きてるバンク友の会」の会員。通称「変幻無限のデニッシュ」と呼ばれるローブを纏った小人。実はクマのぬいぐるみだった。必殺技はローブを自在に変形させる「ナイトメアウェブ」。ダイフクーと対戦し、敗北。バンクはリュックサック。

#### コンソメバトルトーナメント関係者
タルタル〔タルタルステーキ〕
声 - 宮田幸季、小山力也（バーグの姿）
昔バーグに弟子入りしようとした弱小バンカー。だが、下劣な考え方をしていたため断られる。そのことを逆恨みし悪い噂を流そうとするも、バーグの優しさを目の当たりにしていたバンカーたちには通用せず叩き出される。その後、バーグを倒すための強いバンカーを雇うため金を稼ぐがバーグの死を知り、稼いだ金で拵えた強化服の上に人工皮膚を纏ってバーグになりすまし、反則的な戦い方でバーグの評判を落とす。黒薔薇組のリーダーとしてコンソメバトルトーナメントに出場する。その後、乱暴な振る舞いを行い、負けた黒薔薇組メンバーにも制裁を与えた。しかし、決勝戦でコロッケによって正体を暴かれた末敗北。その後、バーグの時と同じように、コロッケを持ち上げ、彼に弟子入りを志願していた。その時、コロッケを「コロッケ様」と呼んでいた。最終的にチームメイトを含めたトーナメント参加者たちの怒りを買い逃亡する。
バーグの姿の時の使用技は、黒い炎を纏ったパンチ「ウェルダンハンバーグー」、コロッケの「ハンバーガー」を参考にして作った技で、両手でウェルダンハンバーグーを繰り出す「ウェルダンハンバーガー」、ウェルダンハンバーグーの炎で攻撃する「ウェルダンハンバーグーバーニング」、マンモス10頭分の重さのハンマーを使う「ハンマーラスト掌」や「ハンマーロンゲスト」、コロッケの「108ハンバーグー」を参考にして作った、216発のパンチで相手を攻撃する「216（ツーワンシックス）ウェルダンハンバーグー」である。強化服の姿の時も「ウェルダンハンバーグー」を使うが、こちらは拳で殴るのではなく、火球を飛ばす。
黒メンチ〔メンチカツ〕
声 - 笹本優子
タルタルのバンク。生きたバンクと思われていたが、実は鳴き声のような音が出る普通のバンクだった。
ワサビ〔ワサビ〕
声 - 小西克幸
タルタルの仲間の一人。黒薔薇組の一員としてコンソメバトルトーナメントに出場。侍のような姿をしており、口から「ワサビーム」という名前のビーム刀を出して戦う。決勝戦の際電話ボックスを切ることなく、終わるまで待つなど正々堂々とした武士道精神の持ち主である。決勝戦ではウスターに勝利し、プリンプリンに敗北。最終的にガンエンと共に逃亡するタルタルを追いかけていった。
ガンエン〔岩塩〕
声 - 大竹宏
タルタルの仲間の一人。かなり痩せこけた老人で、黒薔薇組の一員としてコンソメバトルトーナメントに出場。高速で360°回転させることができる首とドリルに変形する帽子を持ち、ドリルのように身体を変形させて戦う。決勝戦ではプリンプリンに勝利し、キャベツに敗北。バーグに憧れており、偽物と知らなかったとはいえ一緒に戦えることに心底感激していた。そのためタルタルの卑屈な行動に軽蔑し、見苦しい言い訳をするタルタルに対して激怒し、逃亡するタルタルを追いかけていった。
レバサシ〔レバさし〕
声 - 檜山修之
カバのような顔をしたバンカー。広島弁で喋る。ヒマワリ組の一員としてコンソメバトルトーナメントに出場するが、黒薔薇組に敗北。バーグにトドメを刺されそうになるが、コロッケに庇われる。超音波攻撃を使う。
仲良し筋肉バンカー4兄弟
ギュウタン〔牛タン〕
声 - 小西克幸
仲良し筋肉バンカー4兄弟の長男。チューリップ組としてコンソメバトルトーナメントに出場。自身の体からデコイを発生させる分身技を得意とする。スキンヘッドに一本毛が生えており、バスケットボール選手の格好をしている。準決勝戦で桜組と対戦するが敗北。
バサシ〔馬刺し〕
声 - 永野善一
仲良し筋肉バンカー4兄弟の次男。同じく分身技を得意とする。レスリング選手の格好をしている。
ボンレス〔ボンレスハム〕
声 - 茂木優
仲良し筋肉バンカー4兄弟の三男。同じく分身技を得意とする。プロレスラーの格好をしている。
チョリソー〔チョリソ〕
声 - 大西健晴
仲良し筋肉バンカー4兄弟の四男。同じく分身技を得意とする。関取りの格好をしている。
グリル〔グリル〕
声 - 不明
仲良し筋肉バンカー4兄弟の生きてるバンク。セイウチの形をしている。4兄弟曰く「でかさもパワーも可愛さもNo.1、よって、生きてるバンク界No.1」とのこと。
ガンモ〔がんも〕
声 - 小西克幸
頭をマスクで覆ったバンカー。普段はコートを着ているが、深夜の通販番組で購入した可変速ギプスを装着している。コンソメバトルトーナメントでパンジー組の代表としてアマリリス組のドロップと対決するが、敗北。
ワタガシ〔綿菓子〕
仮面で顔を覆ったバンカー。必殺技は「ほんわかワタワタ攻撃」。コスモス組の代表で出場するがギュウタンに敗北。

#### ゴーストバンカー
異界に存在する古代神殿「サラミッド」を守るバンカー。彼らを倒すとゴースト禁貨が手に入り、マフィンクスの口に収めることで次の階層へ進める。逆にゴーストバンカーたちに倒されると、レリーフや門と一体化した番人にされてしまう。
ハラペーニョ〔ハラペーニョ〕
声 - 置鮎龍太郎
サラミッド第1階層のゴーストバンカー。通称「金のハラペーニョ」。語尾に「〜ニョ」を付ける。相手の欲望の対象を具現化させ、敵がそれに夢中になっている間に黄金の像にしてしまう「ゴールドフィンガー」という技を持つ。黄金のウンチョを作り出してプリンプリンを夢中にさせ、彼をあっけなく倒す。続いてコロッケをも敗北直前まで追い込むが、バーグの声援に「父親の声が聞こえた」というコロッケが幻から抜け出して反撃、これに敗北。
ブリトー〔ブリトー〕
声 - 斎賀みつき
サラミッド第2階層のゴーストバンカー。通称「風のブリトー」。羽を武器とし、これを用いて風を起こす。霧を使って幻覚を見せることが可能。ウスターを初恋の記憶に閉じ込めてあっけなく勝利するが、二番手のウィンナーとの戦いで「君の風には、愛が無い!」と彼に指摘され、彼の新技「風のデュエット」をくらい敗北。
カフェラテ〔カフェ・ラッテ〕
声 - 稲田徹
サラミッド第3階層のゴーストバンカー。通称「岩のカフェラテ」。土偶のような風貌で、怒ると顔が怖くなる。胴と下半身を分離することができる。必殺技は岩を飛ばす「岩石ダンダンダン」。ダイフクーと激闘を繰り広げるが、赤くなった彼に巻きつかれて絞め潰され、敗北。
スムージー〔スムージー〕
声 - 愛河里花子
サラミッド第4階層のゴーストバンカー。肥満体形で、覆面を被っている。通称「炎のスムージー」。笑い声は「ヒーヒヒヒ」。大きなマッチ棒と炎が武器で、拍子木を鳴らして炎を操る。得意の炎攻撃でシャーベットの技を次々に破り、一度彼に倒されてもフィールド上の炎から再生し、彼を撃破する。二番手の少年バーグも追い詰めるが、彼のバンカー魂が具現化した炎によって技を見切られた挙句ハンマー掌により倒され、残った炎から再生しようとしたがおしっこにより鎮火され終焉を迎える。
ガレット〔ガレット〕
声 - 関智一
サラミッド第5階層のゴーストバンカー。通称「緑のガレット」。本来は争いを好まない性格で、自然をこよなく愛するが、木々に傷を付けた途端に周囲が見えなくなるほど怒り、自分から木々を痛めつけるという自家撞着的な行為に至る。詩の一節のような言葉を喋りながら、両手の植物を使った攻撃をする。少年バーグを追い詰めるも、ハンバーグーを完成させた彼に敗北。ウィンナー曰く、「彼のポエムには愛がある」。
ラヴィオリ〔ラビオリ〕
声 - 鶴ひろみ
サラミッド第6階層のゴーストバンカー。通称「水のラヴィオリ」。普段はローブを纏っているが、その下には露出度の高いカジュアルな服装をしている。フィールド上の水を使った攻撃をする。いつまでも若くいたいらしく、早く大人になりたいという全く正反対の夢を持つドロップに対し、価値観の違いと若さへの嫉妬心から何かに付けて嫌味を吐き、女同士の激しいバトルが勃発、これに敗北。最後までお互いの意見は衝突し、かみ合うことはなかった。
ポタージュ〔ポタージュ〕
声 - 樫井笙人
サラミッド第7階層のゴーストバンカー。通称「霞のポタージュ」。幽霊のような姿をしている。口癖は「信じなさい!」。相手に乗り移り意のままに操る「ゴーストポゼッション」という技を持ち、コロッケたちの体を乗っ取って操り、ウィンナーを襲わせる。ポタージュを倒すには彼らを攻撃するしかないが、ウィンナーは仲間思いの性格が災いし仲間を傷つけることを拒んでしまったため一方的に痛めつけられ、ポタージュとの共倒れを狙った「風のレクイエム」からも逃げられて自滅。しかし、弱点（憑依した相手の能力を使用することができない）に気付いたダイフクーはポタージュを自身に憑依させ、自身にダメージを与えることで倒した。
光のパル、闇のメザン〔パルメザン〕
声 - 森久保祥太郎（パル）、真殿光昭（メザン）
サラミッド第8階層のゴーストバンカー。パルはカッターのような武器を飛ばして攻撃したり、相手の時間を操って技をかわしたり自分の技を当てに行ったりできる。勝手に第8階層に上がろうとした少年バーグを未来に飛ばした張本人。メザンはパルのもう一人の人格である。
空間を操り、あらゆる物質を断つ剣で攻撃したり、相手との距離の空間を縮める（言い換えれば相手を引き寄せる）ことができるが、その時は一瞬無防備であり目標物と違うものを引き寄せると対処できない。コロッケ、少年バーグと死闘を繰り広げるが、最後はコロッケのウードンとバーグのハンバーグーの合体技「ヤキウードン」（この合体技の名付け親はシャーベット）により撃破される。タッグ戦法は完璧だったが、互いを邪魔者として扱うなどかなり仲が悪かった。

#### その他のアニメオリジナルキャラクター
カッシーの妻
声 - 城雅子
コッコ
声 - 村井かずさ
母娘共にリゾットにぞっこんだが、覆面を外したプリンプリンやシャーベットなどの美形のバンカーにはすぐメロメロになってしまう。
カバヤキ〔蒲焼〕
声 - 志賀克也
アニメオリジナルキャラクター。バンクはガマグチ型。コロッケの行く手を阻む爬虫類のようなザコバンカーだが、突然乱入してきたラオチュウに敗れる。夢は不死身の体を手に入れること。
必殺技は両手の爪から相手の体に毒を流し込む「ポイズンクラッシュ」。
ラオチュウ〔老酒〕
声 - 宇垣秀成
アニメオリジナルキャラクター。バンクは酒瓶型で、長い煙管が武器。巨体と怪力を誇るバンカーで、必要以上に喋らない。カバヤキを倒した後コロッケを襲うが、リゾットに一蹴される。その後復活するも、コロッケに倒された。
カンパン〔乾パン〕
声 - 川津泰彦
登山家のような姿をしたバンカー。一見貧弱そうだが、着痩せするタイプで服を脱ぐと筋肉質である。マカデミア号でドロップと対戦して敗れる。
ノリダンダン〔海苔段々弁当〕
声 - 鈴木琢磨
サラリーマンのような姿をしたバンカー。バンクは電卓型。巨大なそろばんが武器。マカデミア号でコロッケと対戦して敗れる。
ナットウ〔納豆〕
声 - 茂木優
天然パーマのバンカー。バンクはヘッドホン型。スクランブルと戦うが、勝敗は不明。
スクランブル〔スクランブルエッグ〕
声 - 西本理一
ガンマン風バンカー。バンクはブーツ型。ナットウと戦うが、勝敗は不明。
フロフキ〔ふろふき大根〕
泥棒のような姿をしたバンカー。バンクは千両箱型。マカデミア号でウスターから禁貨を奪おうとして敗れるが、禁貨は1枚しか持っていなかった。
マフィンクス〔マフィン〕
声 - 小西克幸
エジプトの王族とジャイアントロボを足したような姿のバンカー。かつてサラミッドに一人で挑戦するが、第7階層で敗北し入り口の番人となった。コロッケたちが全階層をクリアした際に元の姿に戻り仲間となるが、バン王によって元の時代に戻される。1秒間に500回という速さで生え変わる爪を放つ「マフィンガーミサイル」が武器（元の姿で使用）。バンクは壺。
マスカット〔マスカット〕
声 - 池田勝
老人のバンカー。空を飛びながら発明品で生計を立てている。行き倒れになっていたクシカツを助けるが無一文であったため、自身が経営するガソリンスタンドで働かせた。作者の前作『学級王ヤマザキ』に登場するおじじ様に酷似している。また、おばば様もゲスト出演している。

### ゲームオリジナルキャラクター
作者はゲーム用にキャラクターを描き下ろしただけでゲームのシナリオには関わっておらず、ゲームは未プレイであり、ゲームオリジナルキャラクターの性格も把握していないと公言している（『BLACK LABEL』7巻の152ページ、2019年4月17日に投稿された作者のツイート参照）。原作14巻のハムの性格がゲーム版と差異があるのはそのため。『BLACK LABEL』ではコロットを除き本編には登場せず、表紙に描かれている。

#### コロッケ!2
バジル〔バジル〕
声 - 久保田隆
恐ろしい力を持った忍びの一族「オニの一族」の天才。過去にシシカバブーに里を襲撃された際に強大すぎる力が暴走して一族を滅ぼし、自身もその力に耐えきれず命を落としたが、その戦闘能力を見込んだシシカバブーによってパパイアから現世に呼び戻され洗脳を受けて配下となり、何度もコロッケたちの前に立ちはだかる。
真エンディングルートでは記憶を取り戻し、過去の決着をつけるためにシシカバブーに単身戦いを挑むも敗れ、倒れていたところをコロッケたちに助けられる。再び一人で戦おうとしていた所をコロッケの勧めに応じて友達となり、共闘してシシカバブーに決戦を挑む。最終決戦では自らが消えることを知りつつも真の黒幕であるパパイアを倒し、その消滅を一人見届けた。
自身が消えゆく最中に駆けつけたコロッケが仲間を呼び、みんなの金貨を集めて生き返らせようとするとこれを制止し、コロッケたちへの感謝を告げ、この世からいなくなってもずっと友達であることを約束して安らかに消滅した。仲間たちにはコロッケからもっと強くなるために修行の旅に出たと伝えられた。
必殺技は、槍を突き出して猛スピードで突進する「飛竜駆け」。また、槍を使って飛び上がり斜め下へ急降下体当たりをするテンション必殺「下り飛竜」も使用し、最強の奥義は連続で敵を切り裂く「九頭竜刈り」。『コロッケ!2』ではこれらが必殺技となっているが、DS版ではこれらに加えて『2』でのジャンプ攻撃「飛び八双」や横攻撃「飛び弧月」、ダッシュ攻撃「疾駆槍撃」が必殺技となっている。
『コロッケ!DS』では『コロッケ!2』とのダブルスロットで使用可能になる。
テキーラ〔テキーラ〕
声 - 坂口候一
「千人切りのテキーラ」の通り名を持つ快楽殺人者。
カラスミに戦いを挑み殺されたが、パパイアによって現世に呼び戻され、シシカバブーの部下となる。
犬に変身したTボーンを吹き飛ばすほどの実力者で、破壊された闇のバンクの欠片を回収したところをウスターたちに阻止される。
その後はタワーの守りにつくもののフォンドヴォーたちに敗れて重傷を負うも、隙を見てウスターから闇のバンクの欠片を奪い取り、バン女王の願いで生き返る微かな希望を抱いてタワー屋上へ向かうが、用済みと判断したシシカバブーによって始末される。
真エンディングルートでフォンドヴォーたちが敗北すると、タワー屋上で裏切ったバジルに襲いかかるが瞬殺される。
2本の大剣を投げたり斬ったりして戦う。必殺技は前方へ突進し、捕らえた敵を上空へ投げ飛ばし落下してくるところを斬り裂く「シザースホーン」。また、刀を投げ飛ばして大ダメージを与えるテンション必殺「ソードフィッシュ」も使用。
パパイア〔パパイヤ〕
声 - 宇垣秀成
『コロッケ!2』の裏ラスボス。頭から下半身まで布を被った青色の体をしているが、裏ボスとして登場する際は真の姿である白色であり、書籍ではこの白いパパイアは「真パパイア｣とされている。
「大天使」を自称し、死者を現世に呼び戻したり、記憶を消し洗脳させたりする特殊能力を持つ。
その正体は闇のバンクの精霊であるバン女王の分身であり、人間界に永遠に君臨するという願いを叶えるためにシシカバブーたちを利用し、願いの代弁者の器を探すためにシシカバブーの花嫁探しという名目でブルーベリー村の娘を攫い、バン女王を呼び出すために大量の隠し禁貨の噂を流布してバンカーたちを誘き寄せ、彼らから禁貨を巻き上げていた。
真エンディングルートではコロッケたちとの戦いで重傷を負ったシシカバブーを用済みとして殺し、願いの代弁者となる器に適したテトを洗脳し、願いを叶える直前のところでコロッケたちに阻まれ、敗北して完全に消滅した。
マッシブな肉体を活かした攻撃を使用する。必殺技は着用している布で敵を覆いジャンプ後に圧し潰す「シークレットガーデン」。鋭く振り返って強力なアッパーを繰り出す「フルスイングアッパー」も使用。また、裏ラスボスである白色の真パパイヤが繰り出す攻撃スピードは青色よりも格段に速い。通常の青色はお笑い属性（黄）だが、真パパイヤは悪属性（紫）となっている。
シシカバブー〔シシケバブ〕
声 - 宇垣秀成
コロッケ!2の表ラスボス。全身甲冑の悪魔のような姿をしているが、その正体は女好きの超高齢老人。
100年以上前に最強のバンカーになってモテモテになるべくバン女王に願いを伝えたが、怪物の姿にされ、その腹いせにオニの一族の里を襲撃した。
バン女王に現在の強さのままモテモテになる願いを叶えるべく部下を利用し、ブルーベリー村の娘の拉致と同時に禁貨を集めさせている。
闇のバンクの噂を聞きつけブルーベリー村の調査に訪れたフォンドヴォーと戦闘に及んだ際に闇のバンクを破壊され、自身も傷を負って本拠の絶海の孤島へ戻った。
コロッケたちとの決戦後、バン王によって人間の老人の姿に戻るが、真エンディングではコロッケたちに敗れて重傷を負ったところを本性を表したパパイアによって追い討ちを受け、道連れにしようとしたところを一撃で消し飛ばされる。
人の世のものとは思えない容姿とボディから繰り出される技も強力。必殺技は斜め上方向に向かって突進し、敵を掴んで下へ突き落す「スレイザドラゴン」で、突進中は完全無敵状態となっている。一つ眼の悪魔の使いを呼び出し敵へ向かって飛ばすテンション必殺の「イモータル」も使用。究極必殺技は敵を捕らえて空中で静止させ、これをバンカーマーク状のクロスに斬り裂いて爆発させる「バンカーオブバンカー」。
シシカバ兵
声 - 西本理一
シシカバブー軍団の兵士。パパイアによって呼び戻された死者の魂を元に召喚された。必殺技は爆弾を吐き出す「クレイショット」。
バン女王（バンクイーン）
闇のバンク一杯に禁貨を貯めると現れる魔神。自分に都合の良い願いしか叶えない。人間界に永遠に存在するのが目的だが、魔神は自分自身の願いを叶えることはできず、願いの代弁者となり器となる人間の女性を探している。
表ルートではコロッケたちと対峙したシシカバブーの願いを叶えてさらなる力を授けた。
『コロッケ!4』のポタージュ遺跡では彼女の像が登場している。

#### コロッケ!3
プラム〔プラム〕
声 - 神田理江
女バンカーで、実はサーロインの娘でゲーム、アニメと共に最後は和解する。赤ん坊のころに母を失い、キンピラに育てられた。母を生き返らせるために魔王ゴーヤを復活させようとしている。ナイフが武器だが、アニメではトンファーになっている。バンクはヤシの実型。
キンピラ〔金平〕
声 - 中博史
プラムの義父の弱小バンカー。ネズミのような外見をしている。ゲームではプラムと共にアンチョビと協力し、ゴーヤを復活させようとしたが、プラムを守るためゴーヤに殺される。その後バン王によって生き返る。アニメでは漁に出た際に引き揚げたアロハシャツを着てしまい、ゴーヤに操られ彼の復活に助力する。正気に戻った後悪事をさせられていたことに罪悪感を覚え島を去ろうとするが、サーロインとプラムの説得で和解した。名前は一般公募で決められた。
サーロイン〔サーロイン〕
声 - 宇垣秀成
変身能力を持つ大柄なバンカーで、パプリカ島の長老メレンゲの孫。プラムの実の父親。ゴーヤの復活を阻止するため、コロッケたちに協力を求める。トマホークが武器。必殺技は「ギルティーホイール」、トマホークを投げつける「ギルティーブーメラン」。バンクはかぶっている帽子。
メレンゲ〔メレンゲ〕
声 - 大滝進矢
パプリカ島の長老。
ゴーヤ〔ゴーヤー〕
声 - 若本規夫
『コロッケ!3』のボスキャラクターで、グラニュー島に封印されし魔王。グラニュー王国を滅ぼした張本人。強さは圧倒的であり、ゲーム版では魔力によって攻撃を受け付けない体を持つがサーロインによってその力は失われ2度の戦いののち倒された。アニメ版では巨大な体で喋るときは口が動かない。バン王の力によって永久に封印された。
『コロッケ!DS』では『コロッケ!3』とのダブルスロットで使用可能になる。
ゴーヤの騎士
声 - 茂木優、GBA3のみ宇垣秀成
チャンプルー騎士団の構成員。細身の剣で戦う。黄色、橙、赤色の順に強い。道を塞いでいる固体もおり、それらは通信対戦や修行モードで手に入るアイテムが禁貨を一定数渡すことで追い払うことができる。アニメでは緑色でヘドロを吐く部隊長も登場している。語尾に「プル」を付ける。

#### コロッケ!バン王の危機を救え
フランク・フルト〔フランクフルト・ソーセージ〕
声 - 鈴木琢磨
デミグラ教団のエージェント。ステージ3のボス。バンカーに両親を殺された少女・ライムを守るため、そしてバンカーたちから人々を守るためにコロッケと戦うが、敗北しアボガドに見限られて殺される。ある程度の禁貨を集めてからクリアした真エンディングではライムの両親同様に生き返りコロッケと和解し物語は完結する。ボスとして登場するキャラクターでは唯一対戦モードで使うことができる。必殺技は羽根を飛ばす「フェザービュレット」、相手に突進しながら正拳突きを繰り出す「サイクロンランチャー」。
ライム〔ライム〕
声 - 倖月美和
両親をバンカーに殺された過去を持つ少女。バンカーを恐れ、憎んでいるが、フランクにのみ心を開く。真エンディングではバン王によって両親が生き返る。
インゲン〔インゲンマメ〕
声 - 平野俊隆
デミグラ教団のエージェントで、ツッパリ風の男。コロッケにおっさんと言われ、怒るところを見ると、そのことについて気にしているようである。ステージ1のボス。必殺技は手を十字にして体当たりする「フライングクロス」、衝撃波で相手を切り裂く「ソニックブーメラン」。
ゴルゴンゾーラ〔ゴルゴンゾーラ〕
声 - 鈴木琢磨
デミグラ教団のエージェント。ステージ2のボスで、肥満体の半裸の男。動きは鈍いが、パワーはバツグン。必殺技は岩石を投げる「ごるごんストーン」、腕を振り回す「ごるごんスイング」。ステージ5ではロボットの身体となり、ゴルゴンゾーラRとして再び現れる。ゴルゴンゾーラRの必殺技はでかい岩石を投げる「ごるごんボール」、高く飛び上がり上から攻撃する「ごるごんウェーブ」。
アボガド〔アボカド〕
声 - 石野竜三
デミグラ教団のエージェント。卑劣な性格。ずんぐりとした体つきだが動きは速い。口癖は「ちゃんちゃらおかしいぜ」。ステージ4と6のボス。コロッケに負けたフランクをデミグラスの命で殺害するが、コロッケに二度敗北。デミグラスに助けを請うも、用済みと判断され殺される。必殺技は回転して体当たりする「死の輪舞曲（しのロンド）」、相手を氷漬けにする「カッチンブレス」。
バニラ〔バニラ〕
声 - 城雅子
デミグラ教団のエージェントで、ロボット風天然ボケ少女。ステージ3の中ボスで、電撃を放ち攻撃する。
デミグラス〔ドミグラスソース〕
声 - 下山吉光
デミグラ教団のボスで、ナメクジのような巨大な姿である。体に色んなものを取り込むことによって強くなることができ、教団員に禁貨を集めさせ、喰らっている。バン王を取り込むことで究極の肉体を手に入れようと企む。

#### コロッケ!4
マスタード〔マスタード〕
声 - 櫻井孝宏
かつてはバーグの親友だったが、マスタードの正体を知り彼と戦えずに逃げたバーグに裏切られたと信じ込み、バーグを恨んでいる少年。そのため、当時のバーグと同じ髪型をしているコロッケをバーグと勘違いして復讐を企てる。主に稲妻を使った技を使う。
本当はバンク（人間型）で、腕のところに禁貨の入り口がある。ゲーム版ではバーグと再戦すべくメンチを狙い、ハンターと手を組む。ルート次第では悲しい最期を遂げるが、真のエンディングではコロッケたちと和解しバンクの森の復興に協力することになる。
アニメでは偽バーグ（タルタル）とともに黒薔薇組の一員としてコンソメバトルトーナメントに登場。偽バーグ（タルタル）に「本当の息子」と呼ばれ、彼を父さんと呼び慕っていた。夢は人間になること。必殺技はバリア状の「デリート・サンクチュアリ」と体内のオーラをカッター状に変化させて手から飛ばして攻撃する「シャイニングサンダー」。決勝戦ではキャベツに勝利し、コロッケに敗北。最終的に自分が偽バーグ（タルタル）に騙されていたことを知り決別。そしてコロッケと偽バーグの戦いを見た後、コロッケの父、バーグに興味を持つようになる。
『コロッケ!DS』ではコロッケ!4とのダブルスロットで使用可能になる。
ダシマキ〔だし巻き卵〕 - バンク
声 - 河本邦弘
バンクの森を守るリーダーで、熊型の生きてるバンク。熊手が武器。必殺技は捕まえた相手に何度も噛み付く「フィアーフルジョー」、ハリケーンのように熊手と前足を振り回す「ミリオンクロー」。
キャビア〔キャビア〕
声 - 勝生真沙子
ムチを振り回して戦う女ハンターで、大量のサラミ兵・カルパス兵を束ねる。怒ると怖い。背中の子供の名前はニョッキ。必殺技は、巨大化したニョッキが腕を振り回す「ソサエティハード」、ニョッキが泣くことで衝撃波を起こす「リフューズワールド」。
イカヤキ〔イカ焼き〕、タコヤキ〔タコ焼き〕
眼鏡をかけた忍者の兄弟バンカー。ある老人に渡したいものがあるらしい。
ハルサメ〔春雨〕
ハンターの一員。白髪で筋肉質の中年男性。
サラミ兵〔サラミ〕
声 - 河本邦弘
キャビアの部下で、ハンターの一員。粗暴な口調。ハンドガンによる射撃が得意。
カルパス兵〔カルパス〕
声 - 山口隆行
キャビアの部下で、ハンターの一員。二の腕に仕込んだ刃による接近戦が得意。

#### コロッケ!Great
ハム〔ハム〕
声 - 下屋則子
コロッケの子孫で、「ハンバーグー」や「ウードン」が使える。キンダック軍を倒すため、過去のコロッケたちに助力を求める。オリジナル必殺技はハンバーグーのハムandフルバーストバージョン「ミートボール」。真面目で素直な性格で礼儀正しく、敵を除き敬語で話すことがほとんど。仲間に対しても敬語で話し、さん付けで呼ぶ。
『コロッケ!DS』ではコロッケ!Greatとのダブルスロットで使用可能となる。
原作14巻にも登場するが作者がゲームを未プレイのため、ゲーム版と性格に差異があり、当初はコロッケのような「優しさ」を持たず、自信過剰で弱い者いじめを平気でする性格になっていた。しかし、コロッケの優しさと強さをその目で見て、さらにウスターら仲間たちに諭され、優しさを理解した。
エビチリ〔エビのチリソース〕
声 - 河本邦弘
キンダック一家の長男。炎を使った技を使う。熱く好戦的な性格。
正々堂々とした戦いを好み、少年バーグとの戦いを通じて、コロッケたちと和解した。
バンバンジー〔棒々鶏〕
声 - 後藤哲
キンダック一家の次男。青い髪で冷酷な性格。
同じ氷使いのシャーベットの優しさに心を打たれ足を洗う。
アンニン〔杏仁豆腐〕
声 - 下屋則子
キンダック一家の紅一点。コロッケの優しさに触れ、最初に足を洗う。
キンダック〔北京ダック〕
声 - 仁科洋平
キンダック軍の総帥。バンバンジー、エビチリ、アンニンの父親で、未来世界の独裁者。一人称は「我輩」。禁貨を得るために過去の世界へと侵攻を企む。
究極変身すると、恐竜のような姿に巨大化する。
ファイター
声 - 森訓久
キンダック軍の兵士の一人。剣を使った攻撃が得意。
アーチャー
声 - 羽多野渉
キンダック軍の兵士の一人。弓矢を使った遠距離攻撃が得意。
トラッパー
声 - 遠近孝一
キンダック軍の兵士の一人。名前の通り、トラップを仕掛ける。
カラスミ兵（獣版）
声 - 三浦博和
カラスミに仕える兵士。バンダナを巻いた獣人の姿をしている。武器はナイフ。色違いのチンピラも登場。

#### コロッケ!DS
ズッキーニ〔ズッキーニ〕
声 - 谷口祐貴
リゾットの幼馴染。過去に関する記憶を失っており、自分の正体について悩んでいる。実は天空人であり、その中でも唯一、エレメンタル禁貨の力を察知できる特殊な力に長けていた。終盤にてエレメンタル禁貨の力により記憶を取り戻したことで、一時期コロッケの敵となる。武器は剣。キンピラ同様、名前は一般公募で決められた。
サイダー〔サイダー〕
声 - 川野剛稔
冷淡で卑怯な青い髪の天空人。細身の男性。レモネードを「雑魚」呼ばわりした。冷静沈着で、敬語で話す。武器はボウガン。
タカノツメ〔鷹の爪〕
声 - 松林大樹
好戦的で筋肉質な赤い髪の天空人。コロッケを自分の手で倒したいと思っている。サイダー曰く「単細胞」。武器は大剣。
エスカルゴ〔エスカルゴ〕
声 - 中村秀利
天空人で、世界支配を目論む中年男性。天空竜を復活させるため、地上にあるエレメンタル禁貨を狙っている。過去にバーグと戦って腕に傷を負い、右腕を機械化している。己の野望を叶えるためには手段を選ばない。コロッケ!DSのラスボスで、最終決戦では天空竜を操って戦う。
盗賊バンカー、グランシェフ兵、カラスミ兵
声 - 太田哲治
雑魚バンカーの一人。モヒカン頭で、バンダナを巻いている。武器は斧。
天空兵
声 - 三浦博和
天空軍の構成員で、背中に翼が生えているからとても素早い。
天空竜
天空世界に伝わる巨大な青い竜。エレメンタル禁貨が無いと動かない。
コロット
声 - 加藤奈々絵&保志総一朗
DSの隠しキャラクター。コロッケとリゾットが合体した姿で、両方の技が使用できる最強のバンカー。漫画での番外編にも登場。
必殺技はウードンと王国（キングダム）セイバーを合体させて繰り出す「ウードン・セイバー」など。モデルはアイヌの伝承に登場するコロポックル。
「BLACK LABEL」では第2回王様だ〜れだ大会にてコロッケの能力「ブレンド」でリゾットと融合して登場。

### 合体バンカー
特別編、『BLACK LABEL』でのみ登場した合体バンカーの名前を挙げる。
フォゾット
フォンドヴォーとリゾットが合体した姿。必殺技は海栗のような弾を発射する「トゲトゲキャノン」。
キャンドヴォー
キャベツとフォンドヴォーが合体した姿。体形はキャベツだが、顔はフォンドヴォー。必殺技は口からフォンドヴォーの手から赤き閃光を発射する「びよーんブレイク」。
カラフクー
ダイフクーとカラスミが合体した姿。
キャスター
キャベツとウスターが合体した姿。
プリンダイフクー
プリンプリンとダイフクーが合体した姿。
テトグラー
テトとDr.フォアグラーが合体した姿。身体はテトで、頭はフォアグラー。合体バンカーで優勝したものにはテトからのキスを与えようというDr.フォアグラーの意図で成り立ったが、逆に嫌われた。
ウスッケ
『BLACK LABEL』4巻のおまけ漫画で登場。コロッケとウスターが合体した姿。
コロリゾフォンタロカラチョビフクー
『BLACK LABEL』39話 - 41話で登場。コロッケ、リゾット、フォンドヴォー、タロ、カラスミ、アンチョビ、ダイフクーの7人がコロッケのブレンド能力により、合体した姿。外見は7人の要素をそれぞれ受け継いでいる。強力なバンカーの合体バンカーであるため、凄まじいパワーを持つがその分消耗が激しく、合体が解除されやすいという欠点もある。
コロリゾフォンタロカラチョビフクスター
『BLACK LABEL』9巻のおまけ漫画で登場。上記の7人とウスターが合体した姿。ウスターの要素は小さいだけである。

### ゲストキャラクター
おばばちゃん
声 - 中村大樹
作者の前作『学級王ヤマザキ』から登場。
じーさん
声 - 中村大樹
曽山一寿の漫画『絶体絶命でんぢゃらすじーさん』から登場。

## 用語
禁貨（きんか）
金色に光っていて、×印の波紋が入った金貨状の物体。誰が何のために造ったのか、元々この世界にあったのかは謎。アニメ版のみ、加工されるとただの石となって効力を失うことが判明している。
ブラック禁貨
地球の貯金箱に入れると地球、マッシュ星の貯金箱に入れるとマッシュ星が消滅してしまう恐ろしい禁貨。
ドリーム禁貨
アニメに登場。一万枚の禁貨を溶かして作られた巨大な禁貨で、カマメシ公国とスキヤキ王国の平和の象徴とされている。
ゴースト禁貨
貯金箱（バンク）
全てのバンカーが所持している貯金箱のような入れ物。バンクの中を禁貨で満たせばバン王が現れて願いを一つ叶えてくれる。その際、バンクは壊れてしまう。中にはメンチのような生きているバンクも存在する。生きているバンクは非常に珍しく、原作ではメンチ、パセリ、チェリーの三体のみで個体数は非常に少なく、ウスターもコロッケに会うまでは生きているバンクを一度も見たことが無かった。
バンカー
貯金箱を持ち、願いを叶えるために禁貨を求めて戦う者たち。×印の波紋（バンカーマーク）がついている。禁貨のためなら手段を選ばないバンカーも少なからず存在している。
一般人
バンカー以外の人のこと。人は×印の有無で区別され、×印がないのは一般人である。
バンカーサバイバル
タロが開催した大会。優勝者には大量の金貨が与えられる。
一回戦「風船サバイバル」
会場の島・マカデミアアイランド全体を使った勝ち抜き戦。頭の上に付いた蛍光塗料が塗られた風船を割られたら失格。負けると風船の中にある石になる粉がかかり、一年間石像として過ごすことになる。
二回戦「チームサバイバル」
5人一組のチームを組んで地面からせり出した建造物にある各チーム名に対応した動物マークの扉から地下に向かい、トラップを攻略してカレーライスの食材（全5種類）を集め、揃った食材を建造物屋上のキッチンで調理する。ただし、カレールーには外れの食材も存在する。
決勝トーナメント
ここからは一対一の試合によるトーナメント方式となる。
第一試合「ぬいぐるみ争奪バトル」
開始直前にクレーンゲームで手に入れたぬいぐるみを自分の陣地に設置し、相手のぬいぐるみを先に手に入れれば勝利。
準決勝「ぬいぐるみ救出ジャックと豆の木大決戦」
巨大な豆の木の先端に縛られた双方のぬいぐるみから、自分のぬいぐるみを先に救出すれば勝利。
決勝戦「開けてビックリ!プレゼント争奪大決戦」
バトルフィールドにあるゴールに対戦相手を一回叩き込むごとに、相手のぬいぐるみが隠されたプレゼントゾーン内にある6つの箱を一つ明けることができ、先に相手のぬいぐるみを見つけた方が勝者となる。

本格化
『BLACK LABEL』から登場する特別な力。54話時点でコロッケ、リゾット、シャトーブリアン、シャトーブリアンの父の4人が本格化の力に目覚めていると判明しており、その力が目覚めた者は体のどこか（コロッケは拳、リゾットは肩、シャトーブリアンとシャトーブリアンの父は背中）にバンカーマークが浮き出る。本格化すると傷つけば傷つくほど強くなり、さらに成長を遂げる恐ろしい力であり、力尽きても回復もできる。
「本格化」の力はグランシェフ王国王家の血を継ぐ者にのみ現れ、グランシェフ王家の一族は代々本格化の力を持つバンカーとして生まれて来る運命にある。王子のリゾットとシャトーブリアン以外にも、コロッケにも本格化の力が現れたのは、彼の母親（バーグの妻）がグランシェフ王国の王女だったためである。

## 制作背景

### 制作のきっかけ
前作の『学級王ヤマザキ』に飽きていた樫本は、「次の作品」の制作を考えた。小学館漫画賞に樫本の作品がエントリーされたが、「下品すぎる」「品がない」という理由で落選した経験により、「次の作品」では賞を獲ると樫本は意気込んだ。そこで「新しい冒険もの」を執筆しようと構想する。『ヤマザキ』の連載が終了するころには、「貯金箱にお金か何かを入れたら、願いが叶う」のみしか決定しておらず、「ギリギリの感じで」本作品の制作が開始。最終回の展開だけは決められていた。『ヤマザキ』と作風を変えたことにより、ギャップがすごいと反響があったという。しかし「冒険もの」でストーリーを展開するも、結局下品を登場させてしまったと樫本は話している。

### ストーリーについて
本作品は間を空けず、「余計なことを一切しないで、本題に入ろう」と考え、執筆されている。「冒険もの」では途中の街に立ち寄るが、「月刊誌なので余計なことをしてる暇がない」ため、その描写を不要と考え、樫本は描いていない。
樫本はプリンプリンを気に入っていたため、「姑息で意地汚い」が「本当は頑張るやつ」であることを伝えるため、力を入れて描いた話があった。それによりこども（読者）から人気が出るだろうと考えた樫本であったが、プリンプリンの人気は出なかったため、「かっこいいやつが一番人気出る」と樫本は知った。

### 『コロッケ！BLACK LABEL』について
本作品の続編について、2017年の夏ごろまで構想していなかった樫本は、オファーがあっても断り続けていた。「綺麗に最後が完結した作品」であったため、「いじりようがない」と考えていたからである。描くとしてもサイドストーリー程度に考えていた。しかし人事異動により『ヤマザキ』や『コロッケ！』時代の担当編集者が『コロコロコミック』に帰還し、いきなり本作品の続編を提案。その担当編集者とまた仕事をしたいと考えた樫本は、「本当にやりたい」と意欲が湧いた。「ダークヒーロー」というテーマは担当編集者による提案で、当初樫本は「イメージが全然湧かなかった」という。そこで担当編集者がリゾットが初登場した時のイメージ、というアドバイスをしたところ、一気にイメージが湧き、「やりたい」と樫本は考えた。樫本の読者やファンは本作品のファンが多いと考え、腹をくくるつもりでいた樫本であったが、「やりたい気持ち」が勝ってしまったという。樫本は先を考えないスタイルで制作するが、『コロッケ！BLACK LABEL』についてはある程度の展開が構想されている。「読者の期待をいい意味で裏切って」いきたいと考えて執筆されている。

## 書籍

### 単行本
- 樫本学ヴ『コロッケ!』、小学館〈てんとう虫コミックス〉、全15巻
  1. 2001年8月28日発売、ISBN 978-4-09-142773-1
  2. 2002年1月19日発売、ISBN 978-4-09-142774-8
  3. 2002年7月27日発売、ISBN 978-4-09-142775-5
  4. 2002年12月25日発売、ISBN 978-4-09-142776-2
  5. 2003年4月28日発売、ISBN 978-4-09-142777-9
  6. 2003年8月28日発売、ISBN 978-4-09-142778-6
  7. 2003年12月18日発売、ISBN 978-4-09-142779-3
  8. 2004年4月27日発売、ISBN 978-4-09-142780-9
  9. 2004年8月27日発売、ISBN 978-4-09-142799-1
  10. 2004年12月24日発売、ISBN 978-4-09-142800-4
  11. 2005年5月27日発売、ISBN 978-4-09-143331-2
  12. 2005年11月28日発売、ISBN 978-4-09-143332-9
  13. 2006年3月28日発売、ISBN 978-4-09-140120-5
  14. 2006年7月28日発売、ISBN 978-4-09-140178-6
  15. 2006年11月28日発売、ISBN 978-4-09-140240-0

- 樫本学ヴ『コロッケ!』、小学館〈コロコロアニキコミックス〉、既刊4巻（2020年3月12日現在）
  1. 『コロッケ! BSVer.』2018年3月12日発売[20][21]、ISBN 978-4-09142675-8
  2. 『コロッケ! FGVer.』2018年6月12日発売[22]、ISBN 978-4-09142747-2
  3. 『コロッケ! NKVer.』2019年10月11日発売[23]、ISBN 978-4-09143118-9
  4. 『コロッケ! LBVer.』2020年3月12日発売[24]、ISBN 978-4-09143165-3

- 樫本学ヴ『コロッケ! BLACK LABEL』、小学館〈コロコロアニキコミックス〉、全10巻
  1. 2018年12月12日発売[3][25]、ISBN 978-4-09-142869-1
  2. 2019年11月12日発売[26]、ISBN 978-4-09-143120-2
  3. 2020年11月12日発売[27]、ISBN 978-4-09-143236-0
  4. 2021年11月12日発売[28]、ISBN 978-4-09-143360-2
  5. 2022年9月28日発売[29]、ISBN 978-4-09-143545-3
  6. 2023年6月28日発売[30]、ISBN 978-4-09-143617-7
  7. 2023年12月27日発売[31]、ISBN 978-4-09-143668-9
  8. 2024年6月27日発売[32]、ISBN 978-4-09-149695-9
  9. 2024年12月26日発売[33]、ISBN 978-4-09-149853-3
  10. 2025年7月28日発売[34]、ISBN 978-4-09-154047-8

### 公式ファンブック
公式ファンBOOK1
バンカー図鑑、コロッケ!グッズ情報、コロッケ!3攻略情報、幼いコロッケの誕生日を描いた特別短編を収録。
公式ファンBOOK2
キャラクター人気投票結果。コロッケ!4&バン王の危機を救え攻略情報、幼いリゾットが108マシンガンを習得する出来事を描いた特別短編を収録。
公式ファンBOOK3
コロッケ!Great攻略情報、T-ボーンの過去を描いた特別短編を収録。
公式ファンBOOK4
コロッケ!DS攻略情報、ウスターの過去を描いた特別短編を収録。

## テレビアニメ
2003年4月7日から2005年3月27日までテレビ東京系列にて放送された。30分時代は原作8巻3話までをオリジナルストーリーを混ぜつつアニメ化。ギャグコロ版は放送時間が15分となり完全オリジナルストーリーとなっている。放送の約半年前に発売されたゲーム版『夢のバンカーサバイバル!』で、原作ではモブキャラクターだったバンカーで参戦していた者（ババロア、レバニラなど）の活躍が増えている。表現規制としては原作やゲーム版にあった流血シーンは全て削除されており、過激なセリフも「勝手に殺すな→勝手に負けにするな」「死ぬ→やられる」などに変更されている。
2017年9月23日より「コロコロコミック40周年記念」と銘打って、AbemaTVの家族アニメチャンネルにて再放送される。

### 放送時間
出典は個別に提示されているもの以外は、右記のものを使用。
| 放送地域       | 放送局             | 放送日時                                                                         | 系列           |
| -------------- | ------------------ | -------------------------------------------------------------------------------- | -------------- |
| 関東広域圏     | テレビ東京         | 月曜 18:30 - 19:00 日曜 10:00 - 10:30                                            | テレビ東京系列 |
| 北海道         | テレビ北海道       | 月曜 18:30 - 19:00 日曜 10:00 - 10:30                                            | テレビ東京系列 |
| 愛知県         | テレビ愛知         | 月曜 18:30 - 19:00 日曜 10:00 - 10:30                                            | テレビ東京系列 |
| 大阪府         | テレビ大阪         | 月曜 18:30 - 19:00 日曜 10:00 - 10:30                                            | テレビ東京系列 |
| 岡山県・香川県 | テレビせとうち     | 月曜 18:30 - 19:00 日曜 10:00 - 10:30                                            | テレビ東京系列 |
| 福岡県         | TVQ九州放送        | 月曜 18:30 - 19:00 日曜 10:00 - 10:30                                            | テレビ東京系列 |
| 日本全域       | BSジャパン         | 木曜 19:25 - 19:55                                                               | BSデジタル放送 |
| 青森県         | 青森朝日放送       | 月曜 16:00 - 16:30                                                               | テレビ朝日系列 |
| 岩手県         | 岩手めんこいテレビ | 木曜 17:24 - 17:54                                                               | フジテレビ系列 |
| 宮城県         | 東日本放送         | 水曜 16:00 - 16:30                                                               | テレビ朝日系列 |
| 秋田県         | 秋田テレビ         | 火曜 16:29 - 16:59                                                               | フジテレビ系列 |
| 富山県         | チューリップテレビ | 月曜 16:20 - 16:55 →月曜 16:24 - 16:54                                           | TBS系列        |
| 長野県         | 長野放送           | 水曜 15:00 - 15:30（2003年11月26日まで） 水曜 16:00 - 16:30（2003年12月3日以降） | フジテレビ系列 |
| 静岡県         | 静岡朝日テレビ     | 日曜 12:00 - 12:27 月曜 - 木曜 9:55 - 10:22                                      | テレビ朝日系列 |
| 岐阜県         | 岐阜放送           | 日曜 8:00 - 8:30                                                                 | 独立局         |
| 滋賀県         | びわ湖放送         | 金曜 8:00 - 8:30                                                                 | 独立局         |
| 広島県         | 広島ホームテレビ   | 火曜 15:50 - 16:20                                                               | テレビ朝日系列 |
| 山口県         | テレビ山口         | 金曜 15:50 - 16:20                                                               | TBS系列        |
| 愛媛県         | 南海放送           | 木曜 16:55 - 17:25                                                               | 日本テレビ系列 |

### スタッフ
- 原作 - 樫本学ヴ
- スーパーバイザー - 佐上靖之、新井利幸、加治屋文祥→石関暁（ギャグコロ版）
- プロデューサー - 東不可止、笹村武史（ギャグコロ版）、古市直彦
- シリーズ構成 - 冨岡淳広
- キャラクターデザイン・総作画監督 - 池田裕治
- 色彩設計 - 大槻浩司
- 美術監督 - 東潤一
- 美術設定 - 小林徳光
- 撮影監督 - 吉田光伸
- 編集 - 板部浩章
- 編集助手 - 今井大介
- キャラクターデザイン補佐 - 板垣敦→本田隆（ギャグコロ版）
- 音響監督 - 渡辺淳
- 音響効果 - 今野康之、和田俊也（ギャグコロ版）
- 音楽 - 渡部チェル
- アニメーションプロデューサー - 奥野敏聡、神田修吉
- アシスタントプロデューサー - 山本愼仁
- 制作担当 - 井口憲明
- 制作デスク - 井上たかし
- アニメーション制作 - OLM TEAM IGUCHI
- 製作 - テレビ東京、小学館プロダクション

### 主題歌
オープニング（30分時代）
「ミラクル・ハイテンション!」
作詞：Lida / 作曲：MASAKI / 編曲：富樫明生 / 歌：サイコロコロッケ（Psycho le Cémuの友達という設定）
オープニング（ギャグコロ版）
「情熱の彼方に」
作詞・作曲・歌：田光マコト
- 長らくこの歌だけCD化されておらず、アニメでもサビの部分しか流れていなかった（DVD・ビデオなら1メロあり。JOYSOUNDではフルバージョンが配信されていた）。2016年10月9日よりデジタルコンテンツでフルサイズの配信が始まった。

エンディング（30分時代・前期）
「VISITOR」
作詞・作曲：Lida / 編曲：佐久間正英 / 歌：サイコロコロッケ
エンディング（30分時代・後期）
「Over」
作詞：YOMI / 作曲：咲人 / 歌：ナイトメア
ギャグコロ版はエンディングなし。

### コーナー
「バンカー・タロのダジャレの花道」（第35話 - 第52話）
30分放送時には本編終了後にダジャレコーナーがあり、視聴者が投稿したダジャレを紹介した。

### 各話リスト
| 話数 | サブタイトル                                   | 脚本     | 絵コンテ         | 演出             | 作画監督                   | 放送日        |
| ---- | ---------------------------------------------- | -------- | ---------------- | ---------------- | -------------------------- | ------------- |
| 1    | オレはバンカー・コロッケ!                      | 冨岡淳広 | 高橋ナオヒト     | 樫山聡之         | 松坂定俊                   | 2003年 4月7日 |
| 2    | 謎のバンカー・リゾット!                        | 冨岡淳広 | えがみきよし     | 井上修           | 菅井嘉浩                   | 4月14日       |
| 3    | 大乱戦! 船上のバンカーバトル!!                 | 大橋志吉 | 矢崎しげる       | 矢崎しげる       | 梶浦紳一郎 LEE JONG-HYUN   | 4月21日       |
| 4    | 激スタート! バンカーサバイバル!!               | 米村正二 | 吉田浩           | 岡田宇啓         | 小林勝利                   | 4月28日       |
| 5    | 恐怖の覆面バンカー・プリンプリン!!             | 十川誠志 | 桝井剛           | 桝井剛           | 進藤満尾                   | 5月5日        |
| 6    | 最強最悪!? くまさんチーム!!                    | 植田浩二 | 牧野行洋         | 栗井重紀         | 梶原賢二 木下和栄          | 5月12日       |
| 7    | 復活! 地獄のアブラミー軍団!!                   | 中瀬理香 | 樫山聡之         | 樫山聡之         | 松坂定俊                   | 5月19日       |
| 8    | 悪夢再び! 黒マントの男!!                       | 大橋志吉 | 里見良明         | 井上修           | 菅井嘉浩                   | 5月26日       |
| 9    | 超決定! ベスト8!!                              | 米村正二 | もんだいおさむ   | 矢崎しげる       | 重松しんいち LEE JONG-HYUN | 6月2日        |
| 10   | 激突! コロッケvsリゾット!!                     | 冨岡淳広 | 吉田浩           | 岡田宇啓         | 小林勝利                   | 6月9日        |
| 11   | 爆・さく裂! ソウルキャノン!!                   | 十川誠志 | 大庭秀昭         | 福本潔           | 山沢実 進藤満尾            | 6月16日       |
| 12   | 激闘! 伸身弾vs恐怖の大王!!                     | 植田浩二 | 牧野行洋         | 栗井重紀         | 梶原賢二 木下和栄          | 6月23日       |
| 13   | 驚がく! 満月の野獣!!                           | 中瀬理香 | 志村錠児         | 玉川達文         | 松崎一                     | 6月30日       |
| 14   | 恐怖の戦い! 魔のカード!!                       | 大橋志吉 | 里見良明         | 井上修           | 菅井嘉浩                   | 7月7日        |
| 15   | 激・上空! 1万メートルの死闘!!                  | 米村正二 | 樫山聡之         | 樫山聡之         | 松坂定俊                   | 7月14日       |
| 16   | 爆闘! コロッケvsT-ボーン?!                     | 十川誠志 | もんだいおさむ   | 矢崎しげる       | LEE JONG-HYUN              | 7月21日       |
| 17   | 決戦! コロッケvsアンチョビ!!                   | 植田浩二 | 矢野博之         | 山崎友正         | 小林勝利                   | 7月28日       |
| 18   | 激震! 無敵の完全再生（パーフェクトリバース）!! | 中瀬理香 | 大庭秀昭         | 大宅光子         | 梶原賢二 木下和栄          | 8月4日        |
| 19   | 大決着! バンカーサバイバル!!                   | 冨岡淳広 | 牧野行洋         | 秋比呂           | 太田純一                   | 8月11日       |
| 20   | 出た! これが・バンキングだ!!                   | 冨岡淳広 | 矢野博之         | 玉川達文         | 松崎一                     | 8月18日       |
| 21   | 登場! 風のバンカー・ウィンナー!!               | 冨岡淳広 | 里見良明         | 井上修           | 菅井嘉浩                   | 8月25日       |
| 22   | 開幕! ドリ禁大会!!                             | 中瀬理香 | 樫山聡之         | 樫山聡之         | 松坂定俊                   | 9月1日        |
| 23   | 逆襲のアブラミー!!                             | 植田浩二 | 牧野行洋         | 佐々木一郎       | 梶原賢二 木下和栄 牛島勇二 | 9月8日        |
| 24   | コロッケvsリゾット! 再び!!                     | 米村正二 | 深沢幸司         | 山崎友正         | 小林勝利                   | 9月15日       |
| 25   | 秘密のバンカー・ミルフィーユ!!                 | 大橋志吉 | もんだいおさむ   | 矢崎しげる       | LEE JONG-HYUN              | 9月22日       |
| 26   | 決着! 新たなる旅立ち!!                         | 山口宏   | 大宅光子         | 大宅光子         | 木下和栄                   | 9月29日       |
| 27   | 悪の秘密結社・コンペイ党!!                     | 大橋志吉 | 辻初樹           | 深沢幸司         | 海老原雅夫                 | 10月6日       |
| 28   | 裏切り者・プリンプリン!!                       | 植田浩二 | マサユキ         | 井上修           | 菅井嘉浩                   | 10月13日      |
| 29   | 温泉! ドロップの真実!!                         | 米村正二 | 牧野行洋         | 山内東生雄       | 梶原賢二 木下和栄          | 10月20日      |
| 30   | デンジャラス! バンカーじいさん!!               | 中瀬理香 | 樫山聡之         | 樫山聡之         | 松坂定俊                   | 11月3日       |
| 31   | 謎のネコ耳! カマンベール!!                     | 十川誠志 | 矢野博之         | 山崎友正         | 小林勝利                   | 11月10日      |
| 32   | ウィンナー、風の中で････                       | 山口宏   | 深沢幸司         | 深沢幸司         | 海老原雅夫                 | 11月17日      |
| 33   | 再会                                           | 冨岡淳広 | 大宅光子         | 大宅光子         | 木下和栄                   | 11月24日      |
| 34   | ドリーム禁貨よ永遠に!                          | 冨岡淳広 | もんだいおさむ   | 藤原良二         | LEE JONG-HYUN              | 12月1日       |
| 35   | 禁貨ザクザク? パプリカ島                       | 十川誠志 | 中村憲由         | 井上修           | 菅井嘉浩                   | 12月8日       |
| 36   | キンピラ・プラム・サーロイン!!                 | 大橋志吉 | 牧野行洋         | 山内東生雄       | 梶原賢二 加野晃 飯野利明   | 12月15日      |
| 37   | 裏切り者・プリンプリン再び!!                   | 植田浩二 | 樫山聡之         | 樫山聡之         | 松坂定俊                   | 12月22日      |
| 38   | 罠がいっぱい! 禁貨がいっぱい!                  | 山口宏   | 中村憲由         | 宮原秀二         | 小林勝利                   | 12月30日      |
| 39   | 復活! 大魔王ゴーヤ!!                           | 中瀬理香 | 深沢幸司         | 深沢幸司         | 松崎一                     | 12月30日      |
| 40   | 出るのか!? バンキング!!                        | 中瀬理香 | まつもとよしひさ | 松浦錠平         | JI DONG JAE                | 2004年 1月5日 |
| 41   | 風雲! 次の王様だ〜れだ大会!!                   | 冨岡淳広 | 中村憲由         | 井上修           | 菅井嘉浩 大塚隆司          | 1月12日       |
| 42   | 新しい仲間! キャベツでっす!                    | 米村正二 | 樫山聡之         | 樫山聡之         | 松坂定俊                   | 1月19日       |
| 43   | 恐怖の荒鷲! タンタンメン!!                     | 大橋志吉 | 大宅光子         | 大宅光子         | 牧野行洋                   | 1月26日       |
| 44   | 水中バトル! キャベツvsピロシキ!!               | 冨岡淳広 | 矢野博之         | 山崎友正         | 小林勝利                   | 2月2日        |
| 45   | 愛の戦士! プリンプリン!!                       | 植田浩二 | まつもとよしひさ | まつもとよしひさ | JI DONG JAE                | 2月9日        |
| 46   | プリンプリンがいっぱい!!                       | 山口宏   | 深沢幸司         | 深沢幸司         | 板垣敦                     | 2月16日       |
| 47   | 激突! ハンバーグーvsハンバーグー               | 山口宏   | 古川政美         | 井上修           | 菅井嘉浩                   | 2月23日       |
| 48   | 最大奥義! ウードン!!                           | 大橋志吉 | 大宅光子         | 大宅光子         | 梶原賢二 牧野行洋          | 3月1日        |
| 49   | 頂上決戦! リゾットvsカラスミ!!                 | 十川誠志 | 樫山聡之         | 樫山聡之         | 松坂定俊                   | 3月8日        |
| 50   | 超究極体! アンチョビの逆襲!!                   | 米村正二 | 矢野博之         | 山崎友正         | 小林勝利                   | 3月15日       |
| 51   | うなれ! 怒りの王国（キングダム）セイバー!!     | 冨岡淳広 | 松浦錠平         | 松浦錠平         | JI DONG JAE                | 3月22日       |
| 52   | 王様はオレだ!!                                 | 冨岡淳広 | 深沢幸司         | 深沢幸司         | 板垣敦                     | 3月29日       |
| 53   | 謎の軍団現る!!                                 | 冨岡淳広 | 伊藤真朱         | 樫山聡之         | 松坂定俊                   | 4月4日        |
| 54   | 仮面のバンカー・シャーベット!!                 | 冨岡淳広 | 伊藤真朱         | 樫山聡之         | 松坂定俊                   | 4月11日       |
| 55   | 突入!! エクレア城!!                            | 山口宏   | 牧野行洋         | 牧野行洋         | 木下和栄                   | 4月18日       |
| 56   | ドロップ! 怒りの新技発動!!                     | 山口宏   | 牧野行洋         | 牧野行洋         | 木下和栄                   | 4月25日       |
| 57   | キャベツ! 史上最大の危機!!                     | 植田浩二 | 菊池一仁         | 佐々木皓一       | 飯飼一幸                   | 5月2日        |
| 58   | シャーベット! 悪夢の天気予報!!                 | 植田浩二 | 菊池一仁         | 佐々木皓一       | 飯飼一幸                   | 5月9日        |
| 59   | 激突! コロッケvsツユダク!!                     | 中瀬理香 | まつもとよしひさ | 松浦錠平         | JI DONG JAE                | 5月16日       |
| 60   | 大ピンチ! ドリアン参上!!                       | 中瀬理香 | まつもとよしひさ | 松浦錠平         | JI DONG JAE                | 5月23日       |
| 61   | 生きていたバーグ!!                             | 冨岡淳広 | 伊藤真朱         | 伊藤真朱         | 松坂定俊                   | 5月30日       |
| 62   | 参戦! リゾット＆シャーベット!!                 | 冨岡淳広 | 伊藤真朱         | 伊藤真朱         | 松坂定俊                   | 6月6日        |
| 63   | 燃えろ! プリンプリンvsアブラミー!!             | 山口宏   | 牧野行洋         | 牧野行洋         | 木下和栄                   | 6月13日       |
| 64   | 仁義なきバンカー・バーグ!                      | 山口宏   | 牧野行洋         | 牧野行洋         | 木下和栄                   | 6月20日       |
| 65   | 準決勝! メンチも戦うの?!                       | 植田浩二 | 菊池一仁         | 佐々木皓一       | 樋口善法                   | 6月27日       |
| 66   | 戦えメンチ! 君が主役だ!!                       | 植田浩二 | 菊池一仁         | 佐々木皓一       | 樋口善法                   | 7月4日        |
| 67   | 輝ける暗黒! マスタード!!                       | 冨岡淳広 | 松浦錠平         | 松浦錠平         | JI DONG JAE                | 7月11日       |
| 68   | 真紅のダイフクー!!                             | 冨岡淳広 | 松浦錠平         | 松浦錠平         | JI DONG JAE                | 7月18日       |
| 69   | 決勝戦! 恐怖の電話ボックス?!                   | 冨岡淳広 | 伊藤真朱         | 伊藤真朱         | 松坂定俊                   | 7月25日       |
| 70   | ウスターのじゃんけんは命がけ!!                 | 冨岡淳広 | 伊藤真朱         | 伊藤真朱         | 松坂定俊                   | 8月1日        |
| 71   | 死なないで、プリンプリン!!                     | 植田浩二 | 牧野行洋         | 牧野行洋         | 木下和栄                   | 8月8日        |
| 72   | 新必殺技! 華麗なるウンチョ戦法!!               | 植田浩二 | 牧野行洋         | 牧野行洋         | 木下和栄                   | 8月15日       |
| 73   | ハッスル! キャベツvsマスタード!!               | 中瀬理香 | 小林一三         | 佐々木皓一       | 穐本ゆかり                 | 8月22日       |
| 74   | コロッケvsマスタード! 衝撃の結末!!             | 中瀬理香 | 小林一三         | 佐々木皓一       | 穐本ゆかり                 | 8月29日       |
| 75   | 激ファイト! コロッケvsバーグ!!                 | 山口宏   | もんだいおさむ   | 松浦錠平         | JI DONG JAE                | 9月5日        |
| 76   | 壮絶! バーグの正体!!                           | 山口宏   | もんだいおさむ   | 松浦錠平         | JI DONG JAE                | 9月12日       |
| 77   | これがハンバーグーだ!!                         | 冨岡淳広 | 牧野行洋         | 長尾粛           | 松坂定俊                   | 9月19日       |
| 78   | なぜだ!? コロッケvsキャベツ!!                  | 冨岡淳広 | 牧野行洋         | 長尾粛           | 松坂定俊                   | 9月26日       |
| 79   | 呪いの古代神殿サラミッド!!                     | 冨岡淳広 | 牧野行洋         | 牧野行洋         | 牧野行洋                   | 10月3日       |
| 80   | T-ボーンがいた!?                               | 冨岡淳広 | 牧野行洋         | 牧野行洋         | 牧野行洋                   | 10月10日      |
| 81   | 黄金ウンチョを持つ男!!                         | 植田浩二 | 小林一三         | 佐々木皓一       | 穐本ゆかり                 | 10月17日      |
| 82   | 黄金の小便小僧! コロッケ!!                     | 植田浩二 | 小林一三         | 佐々木皓一       | 穐本ゆかり                 | 10月24日      |
| 83   | 世界の危機!? バーグ、衝撃の謎!!                | 山口宏   | 田部伸一         | 布施康之         | 木下和栄                   | 10月31日      |
| 84   | 世界名作・ウスター初恋物語                     | 山口宏   | 田部伸一         | 布施康之         | 木下和栄                   | 11月7日       |
| 85   | 風対決! ウィンナーvsブリトー!!                 | 中瀬理香 | 松浦錠平         | 松浦錠平         | JI DONG JAE                | 11月14日      |
| 86   | ダンダンダン! 岩vsモチ!!                       | 中瀬理香 | 松浦錠平         | 松浦錠平         | JI DONG JAE                | 11月21日      |
| 87   | ダイフクー! 地獄のモチツキ!!                   | 福嶋幸典 | 長尾粛           | 長尾粛           | 井上善勝                   | 11月28日      |
| 88   | 火の用心! シャーベットvsスムージー!!           | 福嶋幸典 | 長尾粛           | 長尾粛           | 井上善勝                   | 12月5日       |
| 89   | 出るか!? 魂のハンバーグー!!                    | 福嶋幸典 | 齋藤徳明         | 齋藤徳明         | 松坂定俊                   | 12月12日      |
| 90   | 悲しみと怒りの詩人! ガレット!!                 | 福嶋幸典 | 齋藤徳明         | 齋藤徳明         | 松坂定俊                   | 12月19日      |
| 91   | 妖しきゴーストバンカーの歌声!!                 | 山口宏   | 牧野行洋         | 牧野行洋         | 山南京 牛島勇二            | 12月26日      |
| 92   | 濡れてドッキリ! 女どうしのケンカバトル!!       | 山口宏   | 牧野行洋         | 牧野行洋         | 山南京 牛島勇二            | 2005年 1月9日 |
| 93   | 冬のウスター                                   | 中瀬理香 | 小林一三         | 佐々木皓一       | 穐本ゆかり                 | 1月16日       |
| 94   | 恐怖! 霞のポタージュ!!                         | 中瀬理香 | 小林一三         | 佐々木皓一       | 穐本ゆかり                 | 1月16日       |
| 95   | 男魅せます! ダイフクー!!                       | 植田浩二 | 田部伸一         | 布施康之         | 木下和栄                   | 1月23日       |
| 96   | そして、最終階層へ…                            | 植田浩二 | 田部伸一         | 布施康之         | 木下和栄                   | 1月30日       |
| 97   | 決戦! 第8階層!!                                | 福嶋幸典 | 松浦錠平         | 松浦錠平         | JI DONG JAE                | 2月6日        |
| 98   | 激闘! コロッケvs光のパル                       | 福嶋幸典 | 松浦錠平         | 松浦錠平         | JI DONG JAE                | 2月13日       |
| 99   | 運命の最終タッグバトル!!                       | 山口宏   | 長尾粛           | 長尾粛           | 本田隆                     | 2月20日       |
| 100  | 絶対ゼッタイ絶体絶命!!                         | 山口宏   | 長尾粛           | 長尾粛           | 本田隆                     | 2月27日       |
| 101  | 出るのか!? 起死回生のウードン!!                | 冨岡淳広 | 田部伸一         | 牧野行洋         | 木下和栄 山南京            | 3月6日        |
| 102  | コロッケが消える!?                             | 冨岡淳広 | 田部伸一         | 牧野行洋         | 木下和栄 山南京            | 3月13日       |
| 103  | 出てこい! バンキング!!                         | 冨岡淳広 | 伊藤真朱         | 伊藤真朱         | 松坂定俊                   | 3月20日       |
| 104  | さらばバーグ! そして…                          | 冨岡淳広 | 伊藤真朱         | 伊藤真朱         | 松坂定俊                   | 3月27日       |

### 特番放送
- もういくつ寝るとオショウが2人でオショウガツースペシャル - 38&39話放送

## ゲーム
すべてコナミから発売。ジャンルはPS2&GC版以外対戦型格闘ゲームである。
コロッケ! 夢のバンカーサバイバル!
- 発売日：2002年10月17日
- ハード：ゲームボーイアドバンス

『コロッケ!』初のゲーム化作品。原作のバンカーサバイバルを再現しており、禁貨集めやカレーの食材集めなどの様々な種目に挑み、優勝を目指す。特定の条件を満たすとコロッケ以外のバンカー（ウスター、リゾット、プリンプリン、フォンドヴォー）を主人公として操作でき、ゲームオリジナルのストーリーをプレイできる。
コロッケ! 禁断の禁貨ボックス!
- 発売日：2003年3月20日
- ハード：PlayStation

初の据置き型ハードで発売された作品で、基本的なゲームシステムやストーリーは前作『コロッケ! 夢のバンカーサバイバル!』（以下GBA版）に準じているが、BGMはハードの性能に合わせてアレンジされている。
システム面でも強化されており、PS版ではバンカーサバイバルモードで新たなプレイヤーキャラクターとしてT-ボーンが使えるようになり、CPU専用だった全ての敵キャラクターがバンカーサバイバルモード以外のモードで使えるようになった。また、PS版にはバンカーサバイバルモード以外のモードで使用できる新たな追加キャラクターとして、タンタンメン、モッツァレラ、ピロシキ、原作者をモデルにしたカッシー、アンチョビの4つの形態（原作の黒マントの男と究極体に加え、ゲームオリジナルの2つの形態。いずれも別キャラクター扱いで、通常形態は使用できない）の8人が使用できるようになった。この中でタンタンメン、モッツァレラ、ピロシキ、カッシーの4人はバンカーサバイバルモードには登場しない特殊な隠しキャラクターである。なお、カッシーの出現条件は隠しキャラクターの中で一番難しい。
コロッケ!2 闇のバンクとバン女王
- 発売日：2003年7月17日
- ハード：ゲームボーイアドバンス

本作品から完全新作シナリオで、原作者描き下ろしのオリジナルキャラクターも登場。今作からキャラクターボイスも追加されている。本作品独自の要素としてバンカーのステータスのカスタマイズが存在する。
コロッケ!3 グラニュー王国の謎
- 発売日：2003年12月11日
- ハード：ゲームボーイアドバンス

本作品からバトルは最大4人まで参戦でき、タッグマッチが可能となり、特定の数字を入力することで隠し要素を解放できるパスワードモードが追加された。本作品独自の要素としてフィールド上の歩行を制限するガマンメーターや、タロと戦ってバンカーを強化する修行モードが存在する。
関連イベントではコロッケの父のバーグが配信されていた。なお、下記ゲームのGC版との連動によっても使用可能となる。
コロッケ! バン王の危機を救え
- 発売日：2004年7月8日
- ハード：PlayStation 2、ゲームキューブ

PS版『禁断の禁貨ボックス!』以来の2作目の据置き型ハードで、唯一の3Dアクションゲームである。イベントシーンは全てフルボイス。コロッケを操作し、ステージ上の仕掛けを解きながら先に進み、ボスを倒すことが目的。
GC版はGBA本体と連動しており、GBA側ではアイテムの位置を探せる他、GBA版『コロッケ!3』と連動することでイベントで配信された隠しキャラクターのバーグが使用可能になる。
コロッケ!4 バンクの森の守護神
- 発売日：2004年7月22日
- ハード：ゲームボーイアドバンス

本作品のフィールドはマス目で区切られており、プレイヤーと同時に敵も動くターン制で、不意打ちに成功すると対戦相手一人を一撃で倒せる。また、サポートキャラクターを設定でき、戦闘中に呼び出し攻撃してもらうこともできる。ストーリーはゲームの進め方で分岐し、エンディングが変わるマルチエンディング方式である。
関連イベントでは『絶体絶命でんぢゃらすじーさん』の主人公じーさんが配信されていた。じーさんを持っているプレイヤーと通信対戦をしても使用可能となる。
コロッケ!Great 時空の冒険者
- 発売日：2004年12月9日
- ハード：ゲームボーイアドバンス

本作品からはグラフィックが一新され、クオータービューのフィールド上でキャラクターを動かして勝負を挑むタクティクス戦法を採用。バトルは2つのラインを行き来する独自の戦い方である。キャラクター数が多く、コロッケと仲間たちだけでなく、カラスミ軍やゲーム本編には登場しないBB7も隠しキャラクターとして登場している。
コロッケ!DS 天空の勇者たち
- 発売日：2005年12月15日
- ハード：ニンテンドーDS

『コロッケ!』のゲーム化作品最終作であり、唯一のDS版。前作同様タクティクス戦法を採用しているが、視点変更が可能になっている。ストーリーは途中でルートが分岐しており、そこで登場する敵、仲間キャラクターが変わり、ある条件を満たすと原作のカラスミの過去のストーリー「カラスミ外伝」がプレイできる。
登場キャラクターはさらに増え、ゲーム本編には登場しないビシソワーズ兄弟、DS本体と過去のGBA版『コロッケ!』ゲーム作品とのダブルスロットでゲームオリジナルキャラクターも登場している。

## 関連商品
- コロッケ! いただ禁貨! バンカーバトル!!
- コロッケ! バンカーカードゲーム
- コロッケ! 禁貨シューター
- コロッケ! ミニスビー
- コロッケ! ぐらぐらゲーム
- コロッケ! バトルコードバンカー
- コロッケ! 禁貨争奪戦セット